# Война в Хорватии
Война за независимость Хорва́тии (март 1991 — ноябрь 1995) — военный конфликт, проходивший на территории Хорватии между национальным правительством Хорватии, объявившем независимость страны от Югославии и сербским силами в лице Югославской народной армии и местных ополчений.
После объявления 25 июня 1991 года Хорватией независимости сербское население Хорватии пыталось создать своё государство на её территории, чтобы не выходить из состава Югославии. Хорватским правительством это было расценено как попытка аннексии территорий Хорватии Сербией. В 2007 году Международный трибунал по бывшей Югославии (МТБЮ) установил, что лидер Республики Сербской Краины (РСК) Милан Мартич имел договорённость со Слободаном Милошевичем о присоединении РСК к Союзной Республике Югославия и создании «единого сербского государства». В 2011 году МТБЮ вынес приговор, согласно которому хорватские генералы Готовина и Маркач по приказу военно-политического руководства Хорватии в ходе войны совершали военные преступления против сербов с целью их изгнания и заселения этих территорий хорватами, однако в 2012 году апелляционная комиссия МТБЮ полностью оправдала обоих генералов.
Первоначально война велась между силами Югославской народной армии, хорватскими сербами и хорватскими полицейскими. Руководство Югославии силами федеральной армии попыталось удержать Хорватию в составе страны, оккупировав всю её территорию . После того, как сделать это не удалось, с помощью сербских сил на территории Хорватии было создано самопровозглашённое протогосударство сербов — Республика Сербская Краина, положившая начало протестному движению хорватских сербов. Затем началась борьба между хорватской армией и армией краинских сербов. В 1992 году было подписано соглашение о прекращении огня, и последовало признание Хорватии как суверенного государства. В Хорватию были введены миротворческие войска ООН, в результате чего конфликт принял вялотекущий, очаговый характер. В 1995 году армия Хорватии провела две крупные наступательные операции, фактически положившие конец войны в пользу Хорватии. Война закончилась подписанием Эрдутского и Дейтонских соглашений, согласно которым Восточная Славония была мирно реинтегрирована в состав Хорватии в 1998 году. Конфликт сопровождался взаимными этническими чистками сербского и хорватского населения.
В результате войны Хорватия добилась независимости и сохранения своей территориальной целостности. В ходе боевых действий многие города и деревни сильно пострадали и были разрушены. Ущерб народному хозяйству Хорватии оценивается в 37 млрд долларов. Общее число погибших в ходе войны превышает 20 000 человек. Большое число хорватских беженцев было изгнано с территорий, контролировавшихся сербами в 1991—1992 годах. В то же время, согласно сообщениям Комиссариата по делам беженцев ООН, к 1993 году только с территорий под контролем Загреба было изгнано 251 000 сербов. Другой крупный поток сербских беженцев (около 230 000 человек) был зафиксирован в 1995 году после проведения операции «Буря». 115 000 сербских беженцев после войны вернулись в Хорватию.
В Хорватии для обозначения конфликта используется термин «Отечественная война» (хорв. Domovinski rat), реже используется термин «Сербская агрессия» (хорв. Velikosrpska agresija). В Сербии чаще всего этот конфликт называют «Война в Хорватии» (серб. Рат у Хрватскоj) или «Война в Краине» (серб. Рат у Крајини). В России этот конфликт обычно объединяют с войной в Боснии и Герцеговине и используют термин «Югославский кризис». В настоящий момент отношения Сербии и Хорватии носят в целом партнёрский характер, хотя и осложнены рядом обстоятельств, такими как, например, иски, поданные в международные суды друг против друга.

## Предпосылки

### История
Сербы на исторических хорватских землях компактно проживали с начала XIV века. Резкое увеличение численности сербов на этих территориях было вызвано поселением здесь сербских беженцев с территорий, занятых Османской империей, и образованием австрийскими Габсбургами Военной границы. С 1918 года Хорватия входила в состав Королевства сербов, хорватов и словенцев (с 1929 года — Королевство Югославия).
В период Второй мировой войны существовало Независимое государство Хорватия, сотрудничавшее с гитлеровской Германией и осуществлявшее геноцид сербов. В свою очередь созданные в мае 1941 года отряды сербских националистов-четников в ряде случаев также выступали на стороне Третьего рейха и занимались этническими чистками боснийских мусульман и хорватов.
Во время Второй мировой войны по инициативе Тито в ноябре 1943 года состоялась вторая сессия Антифашистского вече народного освобождения Югославии (АВНОЮ), на которой было принято решение о том, что югославское государство будет организовано на федеративной основе, на принципах равноправия и самоопределения народов, и в 1945 году была провозглашена Федеративная Народная Республика Югославия (ФНРЮ), состоявшая из шести республик. Принципы определения границ между ними не были чёткими — в одних случаях применяли исторический подход, в других — этнический. Наиболее сложно проходило разграничение между Социалистической Республикой Хорватия и Социалистической Республикой Сербия, где границу определяла комиссия коммунистов из пяти человек во главе с сербом из Черногории Милованом Джиласом. По итогам работы комиссия установила разграничение, причём Хорватии достались несколько сёл с большинством сербского населения, а Воеводине — хорватского. Согласно Конституции СР Хорватия 1947 года, Хорватия являлась республикой хорватского и сербского народов.

### Рост национализма в Югославии

Слободан Милошевич

Весной 1981 года произошли беспорядки в автономном крае Косово, вызванные массовыми демонстрациями косовских албанцев, требовавших превращения автономного края в республику или его независимости от Югославии. Также руководство союзных республик Словении и Хорватии стремилось к децентрализации и демократическим преобразованиям. В свою очередь, власти в Белграде стремились подавить сепаратистские движения в стране. В начале 1990-х годов сербское руководство во главе со Слободаном Милошевичем фактически упразднило автономию Косова.
Одновременно с требованиями децентрализации и получения более широкой автономии в Словении и Хорватии происходил рост национализма. После прихода к власти в Сербии Милошевича югославское руководство заявило о необходимости централизованного управления из Белграда. Противоречия между союзными республиками и федеральным центром нарастали. Помимо роста национализма в Словении и Хорватии, сербский национализм также становился угрозой единому югославскому государству. В 1989 году один из лидеров сербских националистов Воислав Шешель посетил США, где один из лидеров сербских четников Момчило Джуич присвоил ему звание «воевода».
В марте 1989 года кризис в Югославии углубился. Сербское руководство де-факто ликвидировало автономии Воеводины и Косова, а также, получив поддержку от Черногории, смогло существенно влиять на принятие решений на федеральном уровне. Это вызвало протесты со стороны руководителей Словении, Хорватии, Боснии и Герцеговины. После чего стали возникать призывы к реформированию югославской федерации со стороны руководителей союзных республик.
Таким образом, постепенный рост национализма в Югославии в течение 1980-х годов привёл к общеюгославскому кризису и падению коммунистической системы.

### Кризис в Югославии

Франьо Туджман

Рост национализма в югославском обществе распространился и на Союз коммунистов Югославии, многие его члены вышли из партии и стали идеологами создания правых политических партий. В 1989 году в Югославии было разрешено создание политических партий. Одной из первых была создана правая хорватская партия Хорватское демократическое содружество (хорв. Hrvatska demokratska zajednica). Лидер партии бывший генерал-майор армии Югославии и диссидент Франьо Туджман совершил несколько международных визитов с целью заручиться поддержкой многочисленной хорватской диаспоры за рубежом.
На XIV съезде Союза коммунистов Югославии 20 января 1990 года делегаты не смогли договориться по основным вопросам. Делегаты из Словении и Хорватии потребовали создания конфедерации, сербские же представители выступали против этого. В итоге словенские и хорватские члены партии покинули съезд, это привело к распаду партии.
В феврале 1990 года в Книне Йованом Рашковичем была основана Сербская демократическая партия (серб. Српска демократска Странка). В программе партии говорилось, что «территориальное деление Хорватии устарело» и что «оно не соответствует интересам сербского народа». Программа партии совпадала с мнением официального Белграда о пересмотре границ внутри Югославии для того, чтобы все сербы жили в одном государстве. 4 марта 1990 года на Петрова-Горе прошёл митинг, на котором собралось около 50 000 сербов. Участники митинга выразили недовольство политикой хорватских властей и Франьо Туджмана и заявили о поддержке Слободана Милошевича.
Первые многопартийные выборы в Югославии прошли в конце апреля — начале мая. Хорватское демократическое содружество опубликовало программу, направленную на осуществление суверенитета Хорватии путём отделения от Югославии. В предвыборной программе партия утверждала, что только её политика сможет защитить Хорватию от стремления сербского руководства во главе с Милошевичем создать Великую Сербию. По итогам выборов ХДС получило поддержку избирателей, и партия смогла приступить к формированию нового правительства Хорватии. В Хорватии был быстро установлен авторитарный националистический режим Франьо Туджмана. Политические партии и организации Хорватии заявили о государственно-политическом устройстве республики на этнонациональной основе и провозгласили курс на её суверенитет. Идеологи хорватского национализма, широко публикуемые хорватскими СМИ, стремились обосновать исторические права хорватов на национально-этническую самобытность и собственную государственность. Идеология «Братства и единства» южнославянских народов была заменена на концепцию этнонационального возрождения и создания самостоятельного государства.
Напряжённость в межнациональных отношениях в Хорватии особенно возросла после беспорядков и массовой драки болельщиков на футбольном матче в Загребе между местным «Динамо» и белградской «Црвеной звездой» 13 мая 1990 года.

### Дискриминация сербов в Хорватии
«В Хорватии будет запрещена православная церковь, а для тех, кто не захочет переселиться в Сербию, церковь станет хорватской».
30 мая новый парламент Хорватии провёл своё первое заседание. Президент Туджман заявил о начале множества политических, экономических и социальных реформ. Также была принята новая Конституция Хорватии, в которой статус сербов был изменён с «учредительной нации» на «национальное меньшинство». В новой Конституции говорилось, что «Хорватия является государством хорватов и национальных меньшинств, проживающих в Хорватии». В официальной переписке и в средствах массовой информации было запрещено кириллическое письмо, также был издан запрет хорватским сербам иметь собственные радио и ТВ. Из школьных программ были изъяты тексты по сербской истории, издания сербских писателей и поэтов. Сербов в государственных учреждениях заставляли подписывать «листы лояльности» новому хорватскому правительству. Отказывавшихся делать это немедленно увольняли. Особенно заметно это было в системе МВД. Оказывалось давление на представителей сербской интеллигенции.
Против принятия новой конституции сразу же выступили сербские политики. По мнению сербов, новая конституция не гарантировала безопасность и ущемляла права сербского населения Хорватии. К 1991 году сербы составляли 12 % населения Хорватии, однако около 17 % официальных должностных лиц были сербами. Особенно большое число служащих сербов было в органах Министерства внутренних дел. По данным администрации президента Хорватии, в 1990 г. 30,1 % сотрудников республиканского МВД были сербами. После прихода ХДС к власти началось вытеснение сербов из органов государственного управления. Сербские служащие активно заменялись хорватами. Делалось это по этническому признаку и без учёта политических взглядов увольняемых. Например, 17 октября 1990 года глава хорватского правительства Йосип Манолич уволил всех сербов, работавших в правительстве и его аппарате.
Тогда же начались многочисленные нападения хорватских экстремистов на Сербскую православную церковь. Были отмечены случаи избиений священников, провокаций у церквей во время богослужений, минирования храмов и осквернения могил.
Неоднократно провокационные заявления делали и хорватские политики. В частности, президент Туджман заявил, что Независимое государство Хорватия времён Второй мировой войны была не только коллаборационистским образованием, но и выражала тысячелетние стремления хорватского народа. Стипе Месич, в свою очередь, заявил, что единственная сербская земля в Хорватии та, которую сербы принесли с собой на подошвах ботинок.

### Гражданские протесты

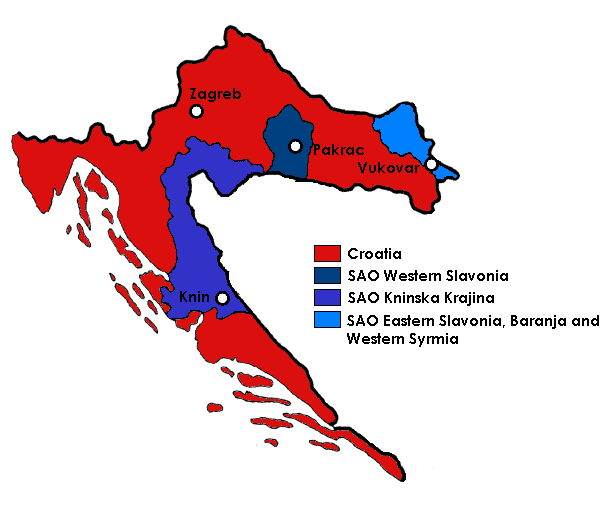
Сербские автономные области на территории Хорватии перед войной

Сербы, проживающие на территории Хорватии, не стремились к независимости. Однако после первых многопартийных выборов в Хорватии и принятия новой конституции 25 июля 1990 года севернее Книна была создана «Сербская Ассамблея» как представительный орган сербского народа в Хорватии. В тот же день была принята Декларация о суверенитете сербов в Хорватии. 21 декабря в Книне была провозглашена Сербская автономная область Краина (САОК). Согласно принятому Уставу, «Сербская автономная область Краина является видом территориальной автономии в составе Республики Хорватии… в рамках Федеративной Югославии». После прихода к власти Туджмана многие хорваты были уволены из органов государственной и местной власти в тех районах, которые контролировала САО Краина. Постепенно в регионах, где большинство населения составляли сербы, власть в руки взяло руководство САО Краины.
В августе 1990 года в сербских районах Хорватии с целью отменить изменения хорватской конституции был проведён непризнанной моноэтнический референдум о суверенитете и автономии сербов в Хорватии. Хорватское руководство попыталось помешать голосованию, посылая полицейских в сербские районы для изъятия оружия. В ответ сербы из Книнской Краины, используя поваленные деревья и бульдозеры, блокировали дороги, ведущие к Книну и Бенковацу, а также к адриатическому побережью. Хорватские власти ответили на это отправкой специальных полицейских подразделений на вертолётах к местам голосования. Однако югославские власти отдали приказ военно-воздушным силам перехватить хорватские вертолёты, после чего последние были вынуждены вернуться в Загреб. 
Обстановка в Хорватии накалилась до предела после того, как 18 августа 1990 года в белградской газете «Вечерние новости» (сербохорв. Večernje novosti) появилась публикация, в которой говорилось о двух миллионах сербских добровольцев, готовых отправиться в Хорватию на защиту сербского населения. В то же время в Сербии были запрещены митинги в поддержку сербов в Хорватии вплоть до ареста их участников.
После словенского референдума о независимости югославские власти заявили об отмене военной доктрины Тито о «всенародной обороны», согласно которой в каждой республике существовали свои подразделения территориальной обороны (ТО), подчиняющиеся республиканским властям. Отныне все подразделения ТО должны были подчиняться централизированному командованию в Белграде. Таким образом, хорватские власти могли потерять контроль над хорватскими подразделениями ТО и оказаться в зависимости от сербских властей в Белграде.

## Силы сторон

### Югославские и сербские войска
Вооружённые силы социалистической Югославии были созданы на основе Народно-освободительной армии Югославии, которая боролась против войск стран «оси» и югославских коллаборационистов во время Второй мировой войны. Стратегия Югославской народной армии (ЮНА) базировалась на ведении партизанской войны в случае вторжения, поскольку в открытой войне с армиями потенциальных противников из ОВД или НАТО югославские вооружённые силы практически не имели шансов. Это привело к созданию системы территориальной обороны (сербохорв. Opštenarodna odbrana) в стране.
ЮНА была мощной силой, имеющей 2000 танков (в основном, советские Т-54/55) и 300 боевых реактивных самолётов (советские МиГ-21). Однако к 1991 году большинство этого вооружения устарело. Помимо советского вооружения, ЮНА эксплуатировала и вооружение югославского производства, в том числе танки М-84 и штурмовики СОКО Г-4 Супер Галеб и СОКО J-22 Орао, оснащённые управляемыми ракетами AGM-65 Maverick. Также имелись на вооружении противотанковый комплекс «Конкурс» и зенитный комплекс «Стрела-3».

План операций ЮНА против хорватских формирований

В 1990 г. численность ЮНА составляла около 275 000 солдат и офицеров. Около 57 % офицеров в ЮНА были сербами. Во время боевых действий в Словении в рядах ЮНА было зафиксировано большое количество дезертиров, армию покинули практически все словенцы и хорваты. В ответ на это югославское командование провело несколько мобилизаций военнослужащих запаса из Сербии, каждый раз затем распуская мобилизованных. Если в первую мобилизацию отзыв резервистов был довольно высоким, то к последней примерно 100 000 человек уклонилось от призыва, и пополнение не стало эффективной боевой силой. Позднее в ходе конфликта в Хорватии сербское командование активно привлекало нерегулярные формирования сербских добровольцев: «Белые орлы», «Сербская гвардия», «Сербская добровольческая гвардия» и другие. Также в ходе войны в сербских войсках сражались иностранные добровольцы и наёмники, в основном из России.
С началом войны в 1991 году сербским руководством (Милошевичем и Йовичем) перед министром обороны Югославии Кадиевичем была поставлена задача устранить всех хорватов и словенцев из ЮНА. В начале конфликта хорваты составляли значительный процент в югославском генералитете, занимая многие ключевые посты, что позволило некоторым исследователям говорить о доминировании хорватов в высшем армейском командовании. Но к концу 1991 года большинство генералов и старших офицеров хорватского происхождения дезертировали в формируемую хорватскую армию.
Кроме ЮНА и добровольческих отрядов в боях участвовали формирования Сербской Краины. Первым военизированным формированием краинских сербов были подразделения Милиции. В 1990—1991 гг. структуры хорватского республиканского МВД на территориях с большинством сербского населения вышли из подчинения Загребу и сформировали Секретариат внутренних дел Сербской Краины. Позднее было создано и МВД Сербской Краины. Летом 1991 г. в РСК была начата мобилизация Территориальной обороны. Её бригады и отряды участвовали в боях под руководством кадровых офицеров ЮНА, от армии получали технику и снаряжение. Весной 1992 г., покидая территорию РСК, ЮНА оставила краинским сербам часть вооружения, в том числе значительное количество бронетехники, артиллерии и т. д. Поскольку согласно принятому за основу мирного урегулирования «плану Вэнса» Территориальная оборона РСК подлежала демобилизации, для контроля линии фронта краинские сербы сформировали восемь бригад Отдельных подразделений Милиции.
Осенью 1992 г. ТО и бригады Милиции Сербской Краины были реорганизованы в Сербское войско Краины. Новая армия, в основном, сохраняла прежнюю территориальную организацию и состояла из корпусов и бригад. За время её существования сербы предприняли несколько попыток реорганизации армии или создания новых маневренных частей, только одна из которых закончилась успешно — летом 1995 года ими был создан Корпус специальных единиц.

### Хорватские войска

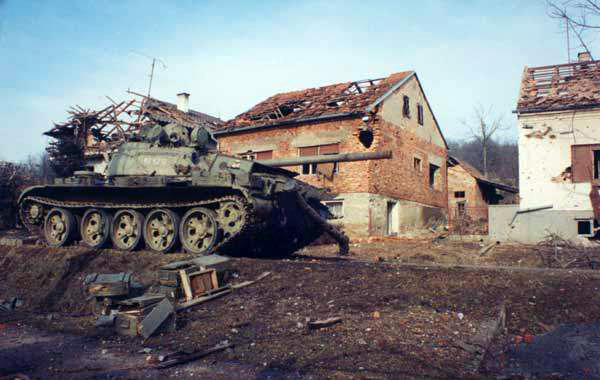
Хорватская армия восполнила дефицит вооружения, захватив арсеналы ЮНА

Вооружённые силы хорватов были в значительно худшем состоянии, чем сербские войска. В начальный период войны из-за отсутствия вооружённых сил часть тяжёлых боёв приняла на себя хорватская полиция. Также в хорватских войсках ощущался дефицит современного вооружения, некоторое количество стрелкового оружия закупалось за границей. Часто хорватские подразделения использовали устаревшее оружие — самолёты Ан-2 и танки Т-34 времён Второй мировой войны. Хорватская армия была достаточно мотивирована, поскольку её подразделения в основном были укомплектованы уроженцами тех районов, в которых эти подразделения действовали.
11 апреля 1991 года в Хорватии была образована Национальная гвардия Хорватии (хорв. Zbor narodne garde), на основе которой позднее были сформированы хорватские вооружённые силы (хорв. Hrvatska vojska). В августе 1991 года хорватская армия насчитывала менее 20 бригад, но после проведения всеобщей мобилизации в октябре того же года армия выросла до 60 бригад и 37 отдельных батальонов. В ходе войны на стороне хорватской армии воевали 456 иностранных наёмников и добровольцев (139 британцев, 69 французов и 55 немцев). После захвата казарм ЮНА на территории Хорватии в сентябре — декабре 1991 года хорватская армия восполнила дефицит вооружения и вернула себе оружие, которое было конфисковано командованием ЮНА у хорватской ТО в 1990 году. Было захвачено много тяжёлого вооружения, а также весь арсенал 32-го корпуса ЮНА. В конце 1991 г. численность хорватской армии составляла около 200 000 человек.
В ходе войны Хорватия в обход эмбарго ООН на поставки вооружений в страны бывшей Югославии активно импортировала оружие — от автоматов Калашникова до танков и самолётов. Информация относительно каналов поставки оружия неоднозначна: некоторые источники указывают, что значительная часть вооружений была приобретена в Германии, которая распродавала арсеналы бывшей ГДР, другие называют страны бывшего Варшавского блока, в первую очередь Венгрию и Румынию, в качестве основных поставщиков. Упоминаются также поставки из Австрии, Аргентины, ЮАР и ряда других стран. Значительную финансовую и организационную помощь Хорватии в закупке вооружений оказывала многочисленная хорватская диаспора, представители которой заняли в стране многие важные посты. Впоследствии в хорватской прессе появились сообщения о том, что из средств, собранных местными жителями и представителями диаспоры на покупку оружия, значительные суммы были расхищены.

## Ход войны

### 1991: Начало боевых действий

#### Первые вооружённые столкновения

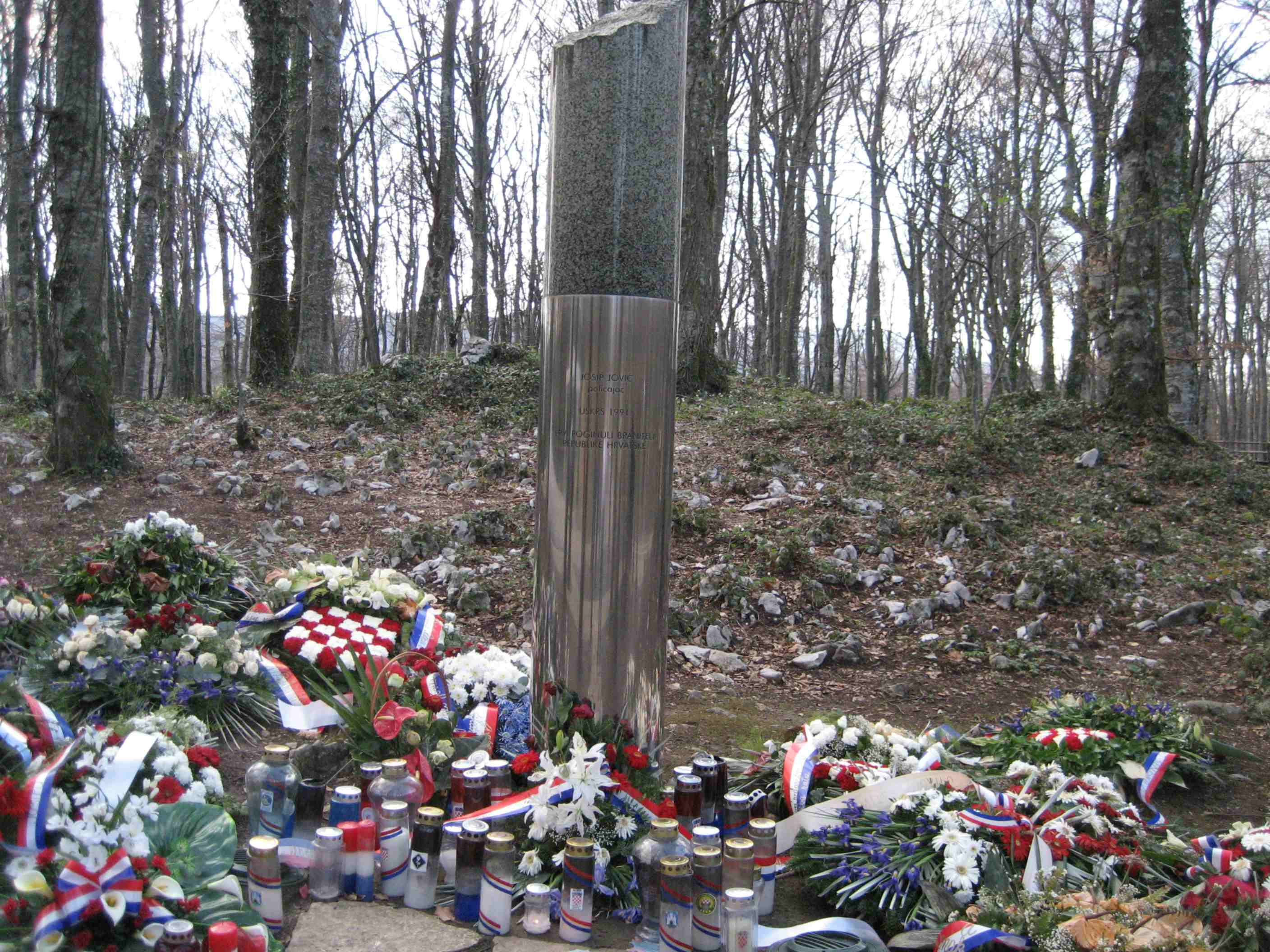
Памятник первой хорватской жертве войны — Йосипу Йовичу, погибшему в столкновениях на Плитвицких озёрах

Межэтническая ненависть росла и подпитывалась пропагандой с обеих сторон. 20 февраля 1991 года правительство Хорватии представило парламенту Конституционный закон, который определял приоритет республиканских законов над союзными и принял Резолюцию «о раздружении» Хорватии и СФРЮ. В ответ на это 28 февраля Сербское национальное вече и Исполнительное вече САО Краины приняли Резолюцию о «раздружении» с Республикой Хорватией на основе результатов референдума. В марте произошли первые вооружённые столкновения. В начале марта сербы напали на подразделения хорватской полиции в Пакраце, в ходе столкновений погибло 20 человек и произошло первое боестолкновение между хорватской полицией и силами ЮНА. В период с августа 1990 года по апрель 1991 года было зафиксировано 89 столкновений между хорватской полицией и сербскими силами.
В апреле 1991 года сербами была провозглашена автономия на территориях, где они составляли большинство. Этот шаг сербских властей официальный Загреб расценил как мятеж. Министерство внутренних дел Хорватии начало создание большого числа специальных полицейских сил. Это привело к тому, что 9 апреля 1991 года Туджман подписал указ о создании Национальной гвардии Хорватии (Zbor Narodne Garde), которая стала базой для создания хорватских вооружённых сил.
К значимым столкновениям этого периода относятся осада Кийево, в ходе которой более тысячи человек были осаждены в далматинской деревне Кийево, и убийства в Борово-Село, когда хорватские полицейские вступили в бой с сербскими военизированными формированиями в деревне Борово в восточной Славонии и потеряли двенадцать человек. Насилие охватило деревни восточной Славонии: в Товарнике 2 мая сербскими силами был убит хорватский полицейский, а в Сотине 5 мая сербский мирный житель попал под перекрёстный огонь сербских и хорватских сил и был убит. 6 мая в результате акции протеста в Сплите в 1991 году против осады Кийево погиб солдат Югославской народной армии.
В этот период происходили не только столкновения, но и попытки решить противоречия мирным путём. В частности, переговоры о нормализации обстановки в Восточной Славонии начались 9 апреля. Сербскую делегацию возглавлял глава местного отделения Сербской демократической партии Горан Хаджич, хорватскую — начальник полиции Осиека Йосип Рейхл-Кир. На встрече удалось договориться о ликвидации выставленных сербами баррикад к 14 апреля, а полиция гарантировала сербам безопасность. Несмотря на события 1—2 мая в Борово-Селе переговорный процесс продолжался.
1 июля Реихл-Кир, заместитель председателя исполнительного совета Скупщины Осиека Горан Зобунджия, депутат Скупщины Милан Кнежевич и градоначальник Тени Мирко Турбич отправились в Теню для продолжения переговоров. На дороге они были остановлены группой полицейских во главе с хорватским эмигрантом из Австралии Антуном Гуделей, главой ХДС в Тене. Полицейские расстреляли делегацию, выжил только Турбич, получивший тяжёлое ранение. По одной версии, сделано это было по распоряжению Бранимира Главаша, осуждённого за военные преступления в 2009 году. После этого произошла эскалация напряжённости, переговоры между противоборствующими сторонами были сорваны.

#### Провозглашение независимости
19 мая 1991 года в Хорватии состоялся референдум о независимости, на который был вынесен вопрос о статусе страны. Местные сербы референдум бойкотировали. По итогам голосования почти 94 % проголосовавших высказались за независимость. 
25 июня 1991 года парламент Хорватии принял декларацию независимости страны и разрыве союза с Югославией . Решение парламента было частично бойкотировано депутатами левого толка. Европейская комиссия призвала Хорватию приостановить её действие на три месяца, хорватские власти согласились, однако это решение не способствовало снятию напряжённости.
Правительство Югославии отреагировало на провозглашение независимости Хорватии и Словении заявлением югославского премьер-министра Анте Марковича о том, что отделение является незаконным и противоречит Конституции Югославии, и поддержало действия ЮНА по обеспечению целостности Югославии.
В июне — июле 1991 года силы ЮНА были задействованы в короткой силовой акции против Словении, закончившейся провалом. Операция против словенских сепаратистов носила кратковременный характер во многом из-за этнической однородности Словении. В ходе войны за независимость в Словении многие словенские и хорватские военнослужащие ЮНА отказывались воевать и дезертировали из рядов югославской армии.

#### Эскалация конфликта
«Войны бы не было, если бы мы отказались от цели создания самостоятельной и независимой Хорватии».

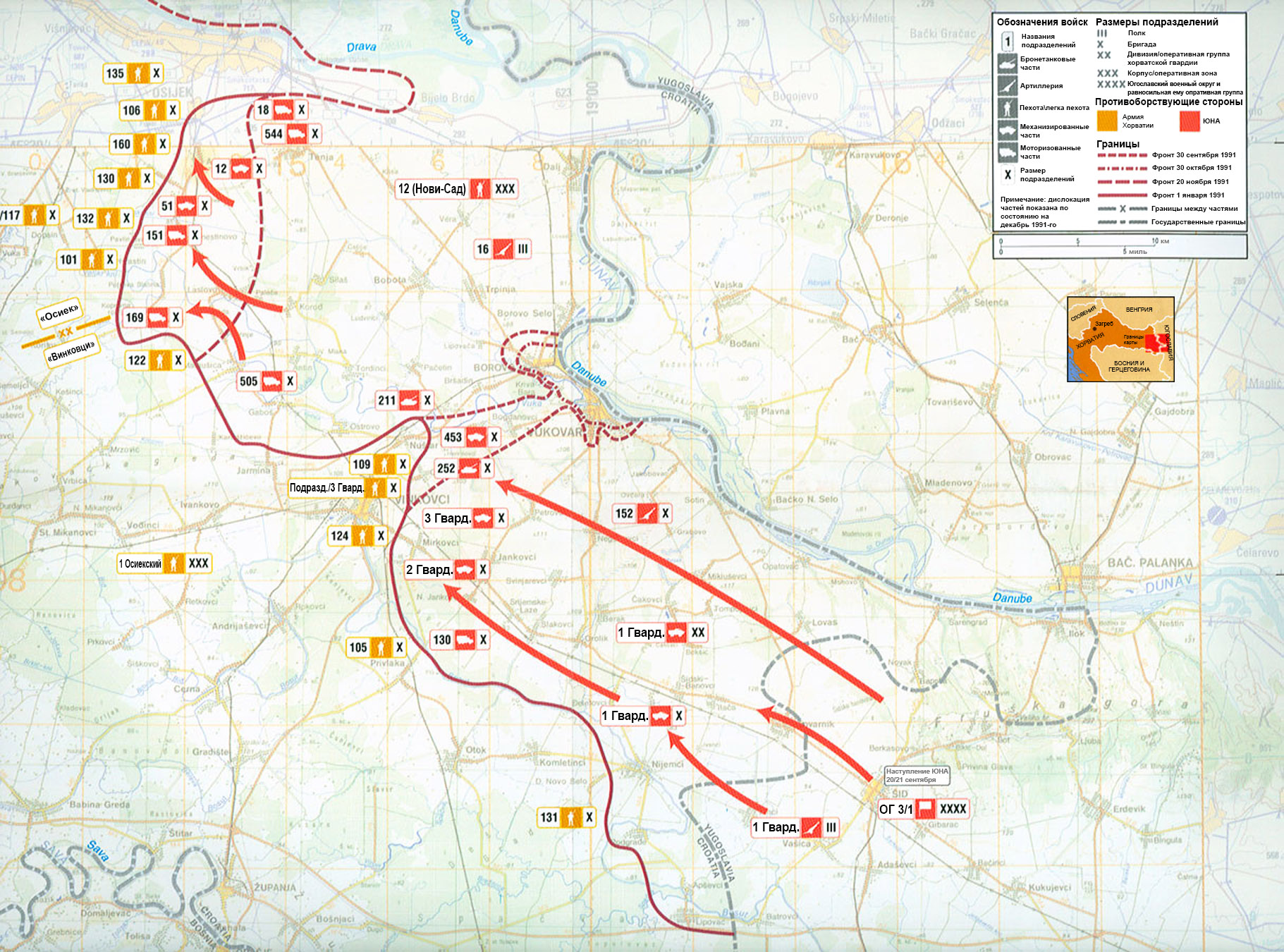
Карта боевых действий в Восточной Славонии

После неудачной попытки сохранить Словению в составе Югославии югославское руководство привлекло ЮНА к боевым действиям против ополчения и полиции самопровозглашённого хорватского государства. В июле 1991 года силы сербской Территориальной обороны начали наступление на далматинском побережье в рамках операции «Берег-91» (сербохорв. Operacija Obala-91). К началу августа большая часть территории региона Бания были захвачены сербскими силами. После этого многие хорваты, а также македонцы, албанцы и боснийцы стали уклоняться от призыва в федеральную армию и дезертировать из ЮНА. Это привело к тому, что состав ЮНА постепенно становился сербско-черногорским.
Через месяц после провозглашения Хорватией независимости около 30 % территории страны находилось под оккупацией ЮНА и вооружённых формирований краинских сербов. Подавляющее преимущество югославских войск в танках, артиллерии и других видах вооружения позволяло им проводить длительные обстрелы позиций хорватов, порой независимо от присутствия мирных жителей. В ходе боевых действий Дубровник, Госпич, Шибеник, Задар, Карловац, Сисак, Славонски-Брод, Осиек, Винковци и Вуковар подвергались мощнейшим обстрелам со стороны югославских войск. Несмотря на то, что ООН ввела эмбарго на поставки оружия воюющим сторонам, у ЮНА было достаточно вооружения и боеприпасов для ведения крупномасштабных боевых действий. Эмбарго сильно ударило по боеспособности хорватской армии, и хорватскому руководству пришлось тайно закупать вооружение и контрабандой доставлять его в Хорватию. Хорватское руководство также разрешило въезд в страну радикальным представителям хорватской эмиграции, в том числе и тем, кто придерживался идеологии усташей времён Второй мировой войны.

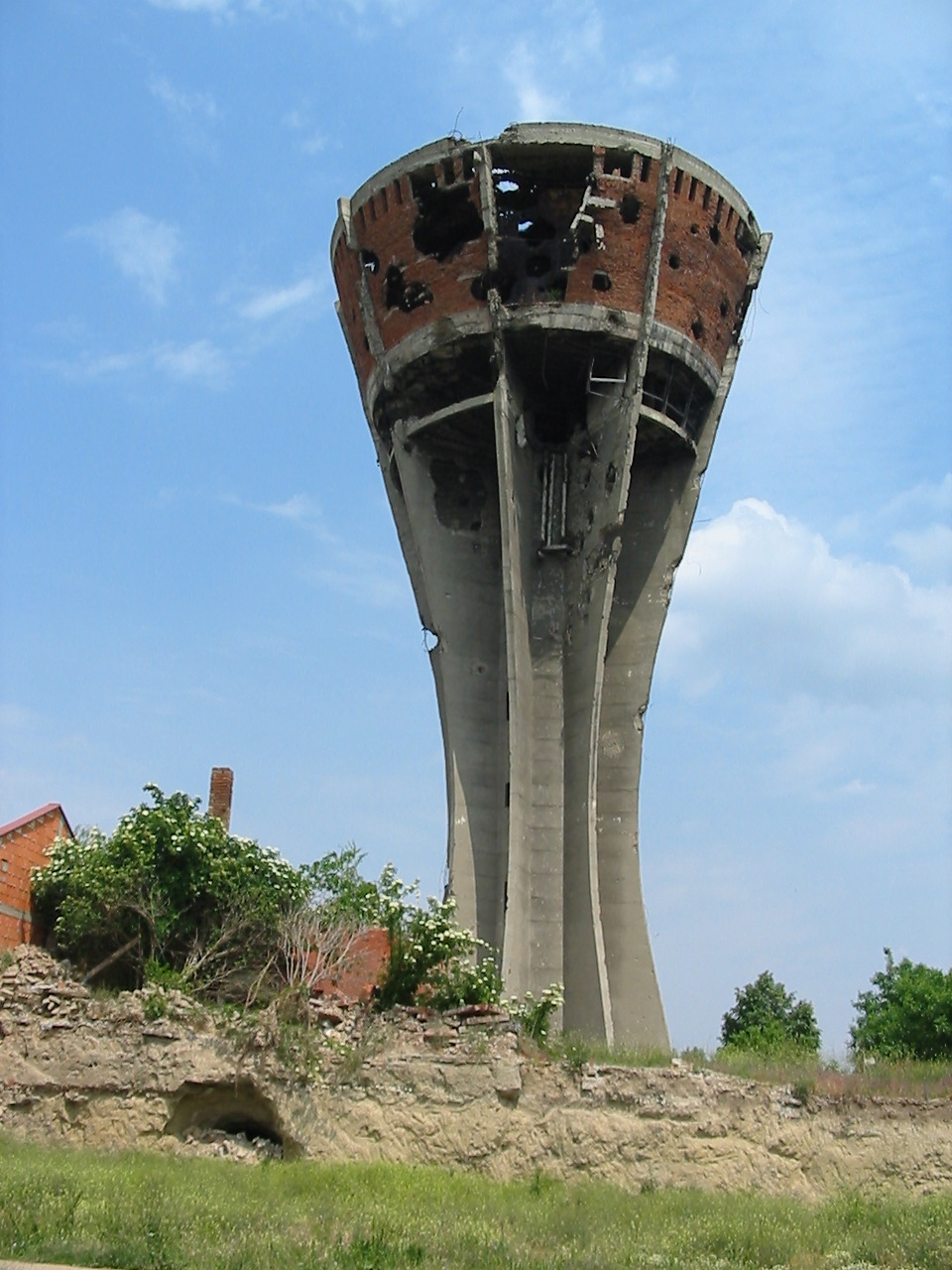
Водонапорная башня в Вуковаре — символ начала войны

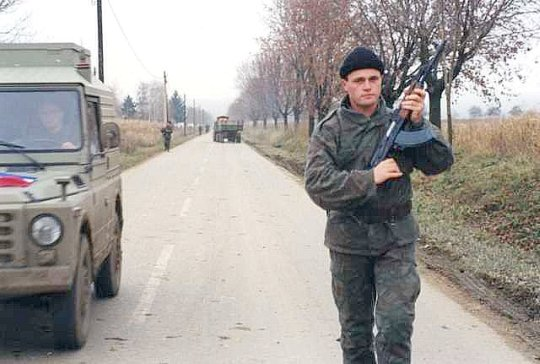
Сербский патруль в Восточной Славонии

В августе 1991 года началась битва за Вуковар. В ответ на блокаду югославского гарнизона в Вуковаре подразделения ЮНА перебросили дополнительные силы в Восточную Славонию и начали штурм города. Одновременно с осадой Вуковара бои шли на территории всей Восточной Славонии, у Осиека и Винковцев. В сентябре подразделения ЮНА практически полностью окружили Вуковар. Хорватский гарнизон (204-я бригада и формирования местных хорватов-ополченцев) оборонял город, отбиваясь в тяжёлых уличных боях от элитных бронетанковых и механизированных бригад ЮНА, а также нерегулярных формирований сербских добровольцев и отрядов Территориальной обороны местных сербов. В ходе боёв за Вуковар значительное число жителей бежало из города, а после взятия города югославскими силами 22 000 жителей были изгнаны из города. Всего за время боёв за Вуковар погибло около 3000 человек (как гражданских лиц, так и военнослужащих с обеих сторон).

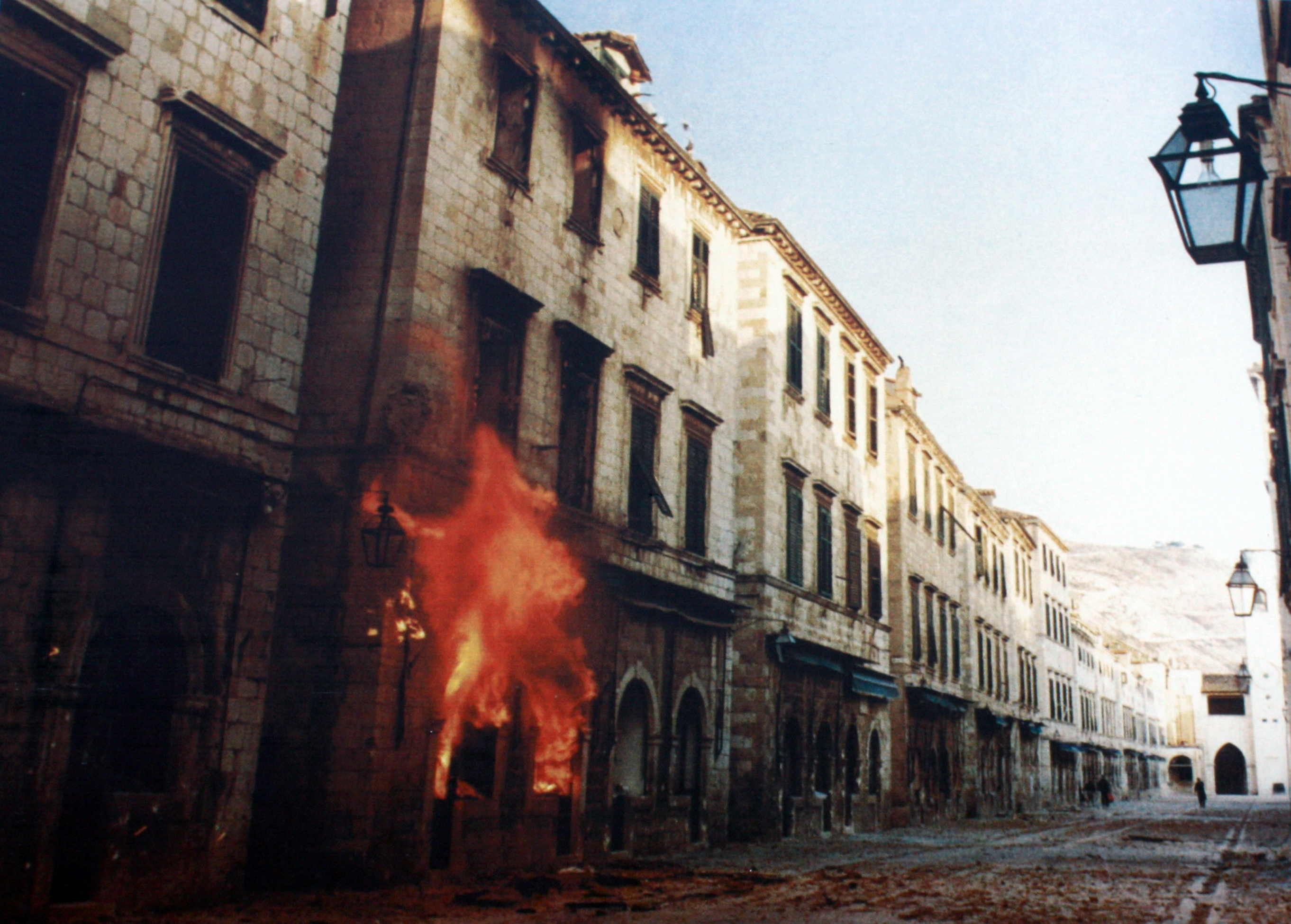
Повреждённое здание в Дубровнике

В первой половине сентября хорватские войска по приказу Туджмана массово атаковали казармы, склады и другие объекты ЮНА, находящиеся на территориях с большинством хорватского населения. Немногим югославским гарнизонам удалось выстоять, большая часть была захвачена или эвакуирована на территорию других республик, остававшихся в составе Югославии. В результате хорватские войска получили ценное тяжёлое вооружение (танки, артиллерию, ракеты). В хорватской историографии эти события получили название «битва за казармы». При этом были зафиксированы военные преступления против сдавшихся в плен солдат и офицеров ЮНА. В ходе столкновений за военные объекты ЮНА были зафиксированы жертвы как среди мирного населения, так и среди бойцов хорватских подразделений и югославских военнослужащих. Например, в ходе захвата казарм ЮНА в Вараждине были убиты 3 мирных жителя, 2 солдата ЮНА и 1 хорватский солдат.

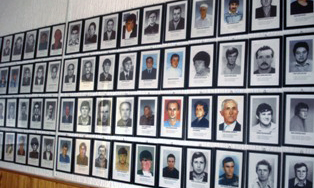
Фотографии жертв резни в Ловасе

3 октября югославский флот начал блокаду основных портов Хорватии, на территории Хорватии развернулись бои за казармы и склады ЮНА, а также завершилась операция «Берег-91». В ходе операции сербским войскам не удалось полностью отрезать Хорватию от далматинского побережья.
5 октября Туджман выступил с речью, в которой призвал хорватов мобилизоваться для защиты от «великосербского империализма». 7 октября военно-воздушные силы Югославии провели бомбардировку здания правительства в Загребе. На следующий день парламент Хорватии отменил действие моратория на декларацию о независимости и разорвал все связи с Югославией. 8 октября в Хорватии отмечается как День независимости. 
15 октября после захвата Цавтата Югославской народной армией местные сербы во главе с Ако Аполлонио провозгласили Дубровницкую республику.
Бомбардировка Загреба и начавшаяся в октябре осада Дубровника привели к тому, что Европейская комиссия ввела против Югославии санкции. В ходе осады Дубровника от артиллерийских обстрелов пострадали 56 % зданий в исторической части города.

#### Разгар войны
«Хорваты стали беженцами в собственной стране».

Сербские беженцы из Западной Славонии, октябрь 1991 года

Подразделения 5-го корпуса ЮНА форсировали Саву и начали развивать наступление на Пакрац и далее на север в Западную Славонию. В ответ на это хорватские войска провели первое крупное контрнаступление. В ходе операции «Откос 10» (хорв. Operacija «Otkos 10», 31 октября — 4 ноября) хорватской армии удалось отвоевать территорию площадью 270 км² между горными хребтами Билогора и Папук. В ноябре ситуация для защитников Вуковара стала отчаянной. 18 ноября 1991 года, после трёхмесячной осады, город был взят югославскими войсками, после чего случилась т. н. Вуковарская резня — инцидент массовой казни хорватских военнопленных. Выжившие защитники города были доставлены в лагеря для военнопленных. По хорватским данным, в них оказалось около 1500 человек. В ходе боёв за Вуковар были разрушены около 15 000 зданий. За время 87-дневного сражения ежедневно на город обрушивались 8000—9000 снарядов. Длительная осада города привлекла внимание международных СМИ.
В это же время произошли многие военные преступления: массовые убийства в Эрдуте, Госпиче, Ловасе и Шкабрнье, Паулин-Дворе. Хорватским МВД для сербов был создан специальный лагерь смерти в Пакрачка-Поляне. Продолжалась борьба и на далматинском побережье, где 16 ноября хорватская береговая артиллерия повредила патрульный катер югославского флота «Mukos» PČ 176, который был захвачен хорватами и переименован в PB 62 «Šolta». После этого боя югославский флот продолжал действовать только в южной части Адриатики.
«Думаю, я выполнил задание - Югославии больше нет».

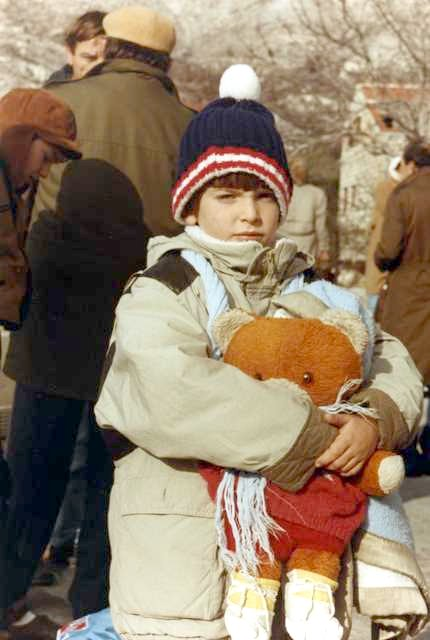
Хорватские беженцы, декабрь 1991 года

В декабре хорватская армия провела ещё одну наступательную операцию — «Оркан-91» (хорв. Operacija Orkan '91), которая сопровождалась массовыми чистками и убийствами сербского населения в Славонии. Этнические чистки сербов хорватской армией были проведены в 10 городах и 183 сёлах Западной Славонии, откуда бежали от 50 000 до 70 000 сербов. В ходе этой операции хорватам удалось отвоевать 1440 км². Окончание операции ознаменовало завершение первого этапа войны, поскольку в январе 1992 года при посредничестве иностранных дипломатов было подписано соглашение о прекращении огня. В ходе шестимесячных боевых действий 10 000 человек погибли, тысячи человек стали беженцами, а многие города и деревни были разрушены.
19 декабря Хорватия была признана как независимое государство первой страной — Исландией, позже Хорватию признала Германия. В это же время сербские автономные области в Славонии и Краине объявили об образовании Республики Сербская Краина со столицей в Книне. Руководство РСК заявило о намерении войти в состав «обновлённой» Югославии.

### 1992: Прекращение огня
2 января 1992 г. между ЮНА и Хорватией было подписано Сараевское перемирие, предусматривавшее безоговорочное прекращение боевых действий. После этого на линию фронта начали прибывать миротворцы ООН.
15 января 1992 года Хорватия была официально признана Европейским сообществом. В начале 1992 года ЮНА начала вывод войск с территории Хорватии. Контроль за линией фронта перешел к формирования краинских, которым ЮНА оставила часть тяжелого вооружения, в том числе танки, артиллерию, боевые вертолёты. Осенью 1992 года Территориальная оборона и бригады Милиции Сербской Краины были преобразованы в вооружённые силы Сербской Краины (серб. Српска Војска Крајине). Под контролем сербских сил находилось 13 913 км² в Краине и Славонии.
21 февраля 1992 года резолюцией 743 Совета Безопасности ООН были созданы миротворческие силы UNPROFOR. В марте в Хорватию с целью контроля за соблюдением перемирия и недопущения возобновления активной фазы боевых действий были введены миротворческие силы ООН. 22 мая Хорватия стала членом ООН. Однако, бегство несербского населения с территорий, контролируемых РСК, продолжилось и после введения миротворцев, равно как и чистки сербского населения на подконтрольных хорватам территориях. В большинстве случаев силы UNPROFOR не препятствовали высылке хорватского и сербского населения, а в некоторых случаях способствовали этому, так как именно на миротворцев возлагалась ответственность за перевоз гражданских лиц за линию противостояния.

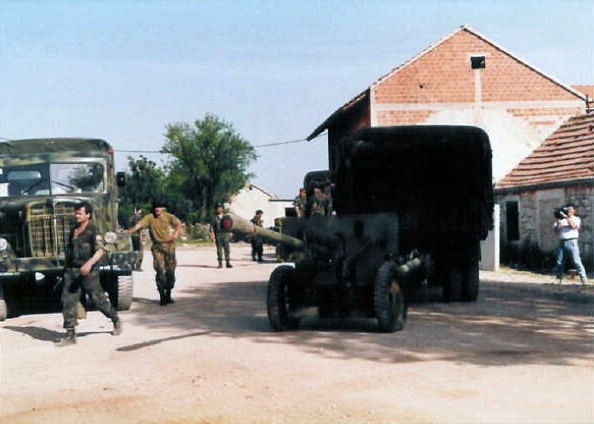
Хорватские солдаты транспортируют захваченное во время боёв на Мильевацком плато сербское орудие

В начальный период войны ЮНА и сербские формирования захватили большое количество хорватских граждан и интернировали их в лагеря в Сербии, Черногории и Республике Сербской. Хорватские войска также захватили много сербских пленных, особенно во время осад казарм ЮНА и массовых арестов сербов, которых подозревали в нелояльности хорватской власти. Для содержания захваченных лиц стороны создавали специальные лагеря. Например, лагерь в Сремской-Митровице для хорватских пленных и лагерь «Лора» на территории захваченной югославской военно-морской базы в Сплите для сербских военнопленных. В ходе перемирия стороны договорились об обмене пленными, и к концу 1992 года большинство военнопленных были обменяны.

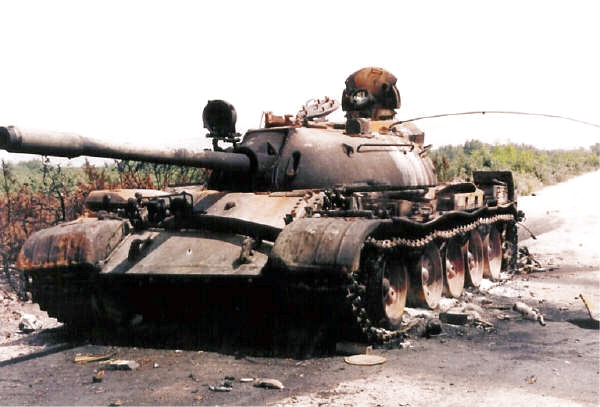
Сгоревший танк Т-55, вблизи Дрниша

Боевые действия продолжались и в течение 1992 года, однако в меньших масштабах и с перерывами. Хорватские войска провели ряд мелких операций с целью облегчить положение осаждённого Дубровника, а также Госпича, Шибеника и Задара. 22 мая хорваты провели операцию «Ягуар» (хорв. Operacija Jaguar) у деревни Бибинье, близ Задара. 21—22 июня хорватские войска атаковали позиции сербов на Мильевацком плато у Дрниша. С 1 по 13 июля в рамках операции «Тигр» (хорв. Operacija Tigar) хорватская армия контратаковала югославские войска, осадившие Дубровник. С 20 по 25 сентября бои шли за Конавле и на горе Влаштица, с которой велись обстрелы Дубровника. Итогом этих боёв стали вывод подразделений югославских войск из этих районов и возвращение над ними хорватского контроля.
Весной 1992 года началась война в Боснии и Герцеговине, и регулярная хорватская армия и добровольческие подразделения активно перебрасывались в Боснию. Хорватские силы размещались на территориях со значительным процентом хорватского населения и принимали широкое участие в боевых действиях против боснийских сербов и югославской армии, наиболее известным примером стало участие в боях в Посавине, в Западной Боснии (Купрес), а также в Герцеговине. Хорватский Генштаб активно помогал создавать боснийским хорватам свои вооружённые структуры. По мнению российского исследователя Ионова, Генштаб армии боснийских хорватов попросту стал «филиалом» Генштаба Хорватии.
В стороне не остались и краинские сербы. Для участия в операции «Коридор» ими была сформирована и отправлена на фронт специальная бригада милиции Краины. Добровольцы из Сербской Краины часто участвовали в боях на стороне армии боснийских сербов.

### 1993: Хорватские наступления

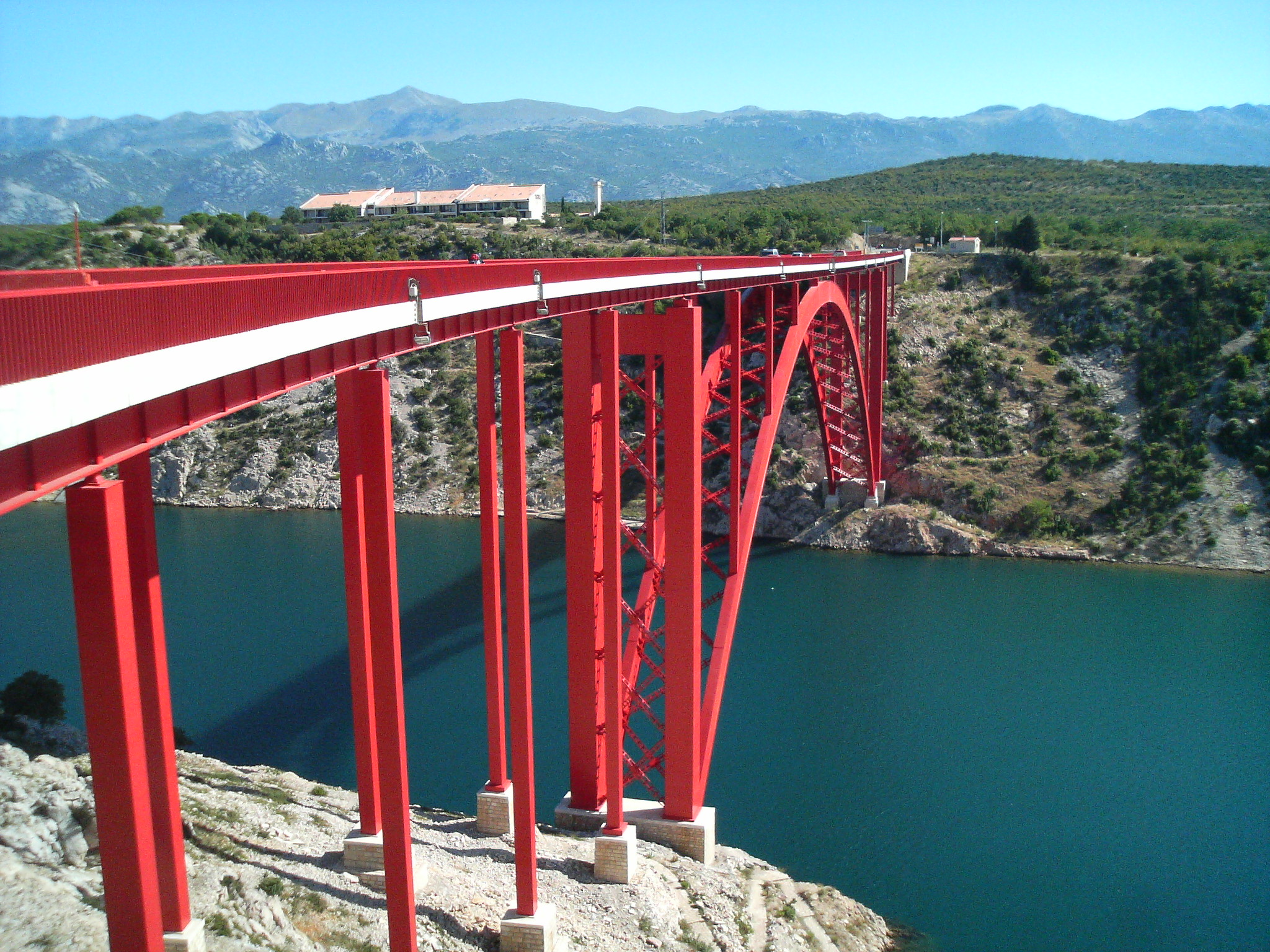
Восстановленный в 2005 году «старый» Масленицкий мост

Боевые действия были возобновлены в начале 1993 года. Хорватское командование приняло решение провести наступательную операцию у деревни Масленица близ Задара с целью улучшения стратегической ситуации в данном регионе. В начале сентября 1991 года, во время первых сражений в Хорватии, 9-й корпус ЮНА при поддержке отрядов местных сербов провёл наступательную операцию в районе хорватского города Новиград. Стратегическая важность данного района заключается в том, что в береговую линию здесь глубоко вдаётся залив, соединённый с Адриатикой лишь узким Новским проливом. Через Новский пролив переброшен Масленицкий мост, по которому проходит прибрежное Адриатическое шоссе. Уничтожив этот мост, сербы ликвидировали сквозное сообщение по хорватской Далмации и отрезали Северную Далмацию от Южной. Единственный оставшийся у хорватов путь для связи проходил по Пажскому мосту, острову Паг и парому в Северную Далмацию. Эти успехи сербов позволили им также вести артиллерийские обстрелы Задара.
22 января хорватские войска начали наступление под кодовым названием «Масленица». В первые же дни боёв хорватская армия взяла под контроль Новский пролив и освободила Новиград. Сербские войска отступали вглубь континента, оказывая сопротивление. 27 января Главный штаб хорватской армии принял решение остановить наступление и перейти к обороне. В тот же день краинские сербы начали контрнаступление, в последующие дни сумев вернуть часть прежде утраченных территорий. Ожесточенные бои в этом районе продолжались до апреля 1993 г. За это время стороны понесли ощутимые потери: хорваты потеряли 127 человек убитыми, а сербы, по разным оценкам, от 348 до 490 человек, включая женщин и детей.
После этого хорватское командование спланировало ещё одну наступательную операцию (операция «Медакский карман», хорв. Operacija «Medački džep»). Целью операции было ликвидировать «Медакский карман» — территорию Республики Сербская Краина, вклинивавшуюся в территорию Хорватии к югу от Госпича. С 9 по 17 сентября в «Медакском кармане» шли ожесточённые бои, после которых позиции сербской артиллерии, обстреливавшей Госпич, были ликвидированы. В результате операции хорватской армией были взяты под контроль и полностью уничтожены сербские сёла Дивосело, Читлук и Почитель. Были убиты 88 сербов, в том числе 36 гражданских лиц. По данным Госдепартамента США, было убито 67 человек, включая гражданских лиц. В 2001—2003 годах Международным трибуналом по бывшей Югославии были выдвинуты обвинения против руководителей операции — генералов Янко Бобетко, Рахима Адеми и Мирко Нораца. Суть обвинений сводилась к тому, что они не пресекли бесчинства подчинявшихся им солдат и офицеров хорватской армии в отношении мирного сербского населения (т. н. «командная ответственность»).
| Национальность | Всего (1991) | Процент (1991) | Всего (1993) | Процент (1993) |
| -------------- | ------------ | -------------- | ------------ | -------------- |
| Сербы          | 245 800      | 52,3 %         | 398 900      | 92 %           |
| Хорваты        | 168 026      | 35,8 %         | 30 300       | 7 %            |
| Другие         | 55 895       | 11,9 %         | 4 395        | 1 %            |
| Всего          | 469 721      | 100 %          | 433 595      | 100 %          |

Под давлением мирового сообщества операция хорватских войск была прекращена, и хорватские подразделения вернулись на позиции, которые они занимали до 9 сентября. Территорию «Медакского кармана» заняли миротворческие силы ООН, состоявшие из подразделений канадского полка лёгкой пехоты «Принцесса Патриция» и двух французских рот мотопехоты. После окончания боёв канадские власти заявили о том, что в ходе операции хорватские войска пытались препятствовать вхождению миротворцев и периодически вступали в боестолкновения с канадским миротворческим контингентом, вследствие чего были ранены 4 канадских миротворца и убиты 27 хорватских солдат.
В июне 1993 года активно начался процесс объединения Сербской Краины и Республики Сербской в единое государство. Министр внутренних дел РСК Милан Мартич заявил, что «объединение Сербской Краины и Республики Сербской — это первый шаг к созданию общего государства всех сербов». В октябре 1993 года этим намерениям было противопоставлено принятие Советом Безопасности ООН резолюции 871, гарантировавшей территориальную целостность Хорватии.
В 1992 и 1993 годах около 225 тысяч хорватских беженцев из Боснии и Сербии бежали на территорию Хорватии. Помимо этого, Хорватия приняла около 280 тысяч боснийских беженцев. В это же время Хорватия активно укрепляла свою регулярную армию и участвовала в гражданской войне в соседней Боснии. Хорватская армия участвовала в Боснийской войне на стороне Хорватской республики Герцег-Босна, а хорватские добровольцы сражались в рядах вооружённых формирований боснийских хорватов.

### 1994: Временное затишье

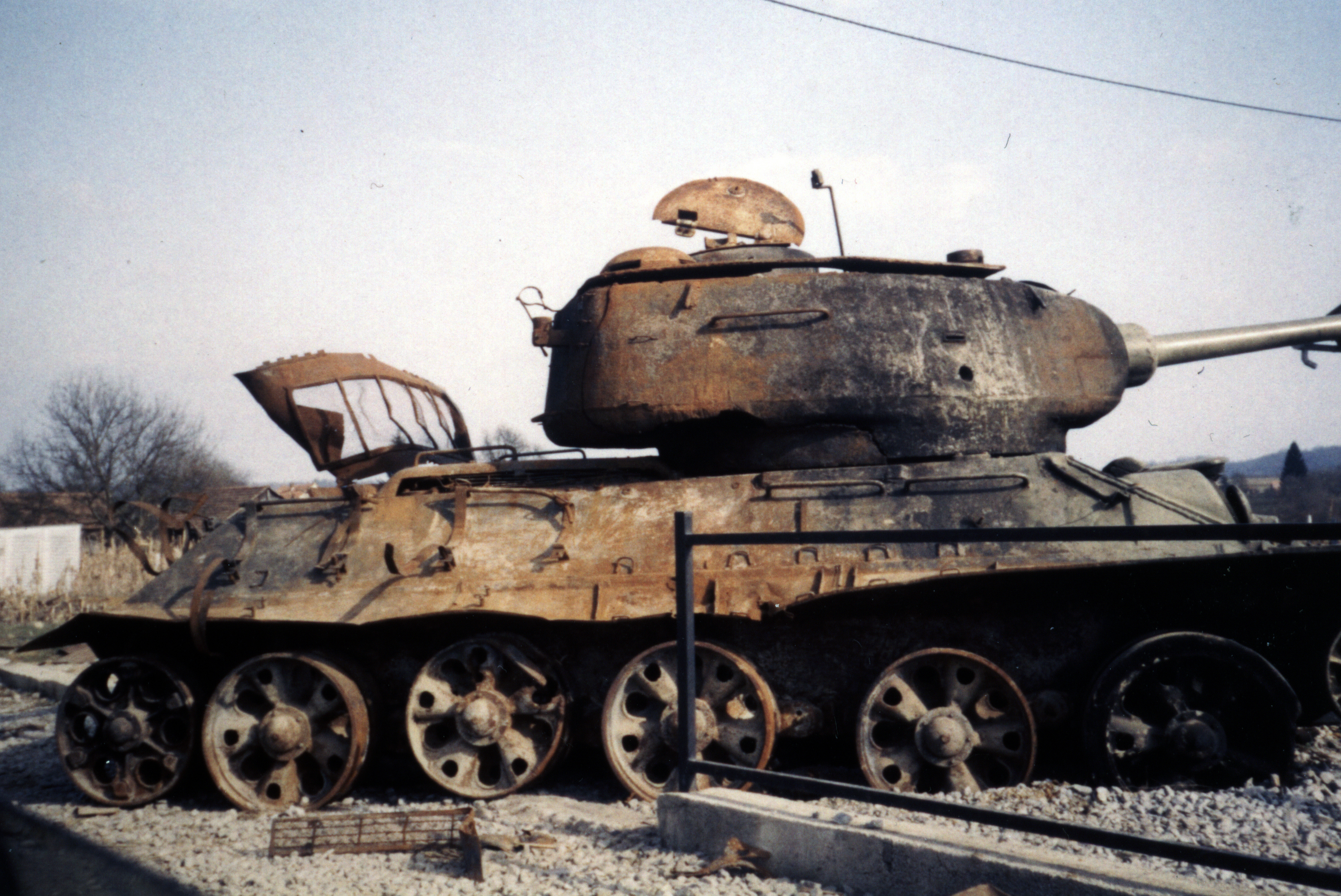
Подбитый танк Т-34-85 в Карловаце

В период относительного затишья в Хорватии в Боснии происходил ожесточённый хорватско-боснийский конфликт. С 1992 года Хорватский совет обороны вёл боевые действия против вооружённых сил боснийских мусульман. К 1994 году на стороне Герцег-Босны в конфликте принимали участие 3000—5000 солдат хорватской армии. В феврале 1994 года под давлением США стороны начали переговоры. 26 февраля в Вашингтоне при посредничестве госсекретаря США Уоррена Кристофера начались переговоры между представителями Хорватии, Герцег-Босны и Боснии и Герцеговины. 4 марта Франьо Туджман одобрил заключение соглашения, предусматривающего создание Федерации Боснии и Герцеговины и союз боснийских хорватов и боснийцев. Соглашение также предусматривало создание свободной конфедерации между Хорватией и Федерацией Боснии и Герцеговины, что позволило Хорватии официально ввести войска в Боснию и Герцеговину и участвовать в войне. Таким образом, число враждующих сторон в Боснийской войне сократилось с трёх до двух.
В конце 1994 года хорватская армия несколько раз принимала участие в крупных операциях в Боснии. С 1 по 3 ноября хорватские войска участвовали в операции «Цинцар» (хорв. Operacija «Cincar») в районе Купреса. 29 ноября подразделения Сплитского корпуса хорватской армии под командованием генерала Готовины вместе с подразделениями ХСО под командованием генерала Блашкича начали наступление на позиции армии боснийских сербов в районе горы Динара и Ливно в рамках операции «Зима '94» (хорв. Operacija «Zima '94»). Целями операции были отвлечение сербских сил от Бихача и захват плацдарма для изоляции столицы РСК Книна с севера. К 24 декабря хорватские войска захватили около 200 км² территории и выполнили поставленные задачи. 21 ноября авиация НАТО атаковала аэродром Удбины, контролируемый краинскими сербами. 23 ноября авиация Североатлантического альянса продолжила наносить удары и обстреляла ракетами AGM-88 HARM объект ПВО армии Сербской Краины у Двора.

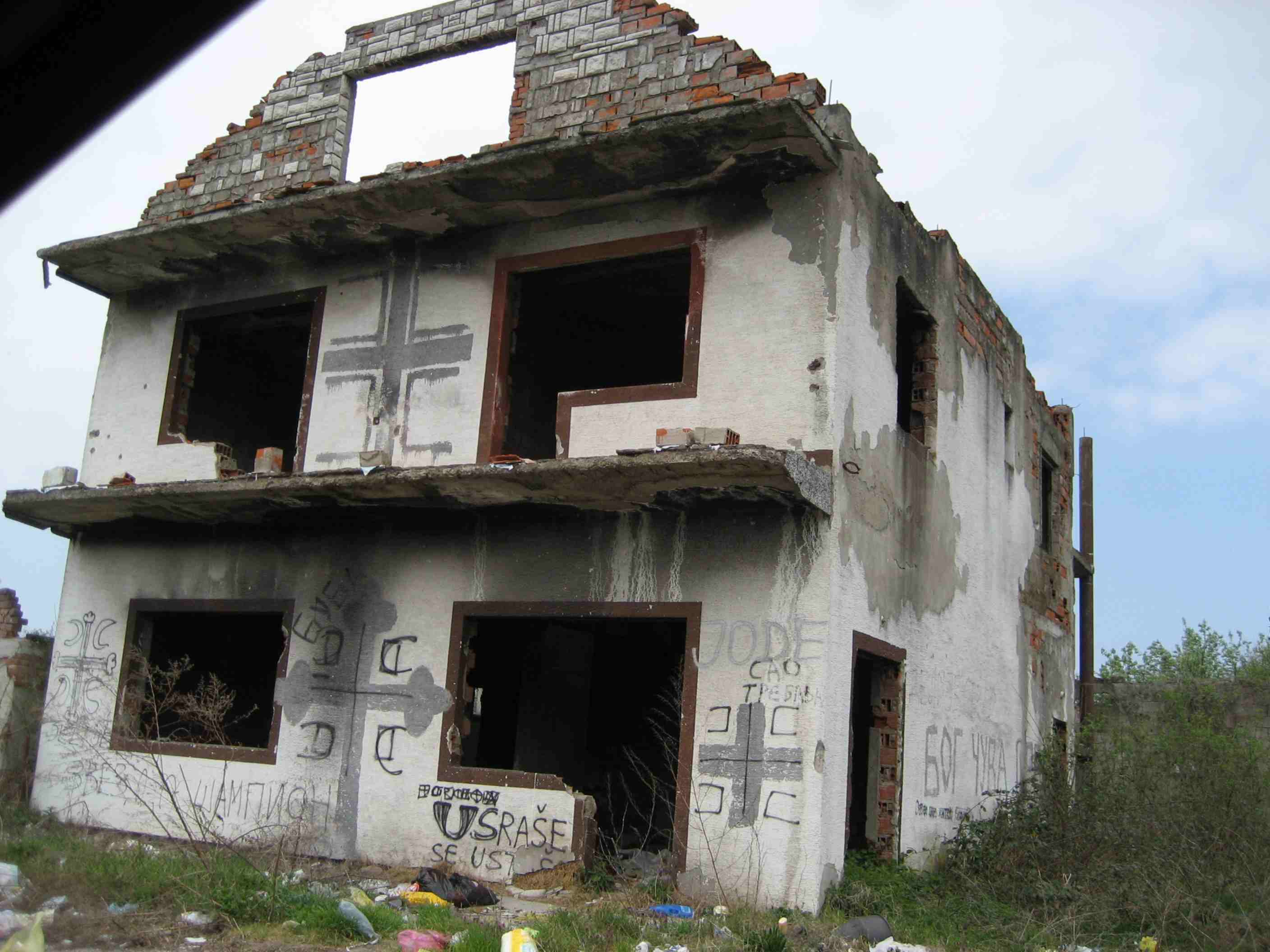
Разрушенный хорватский дом

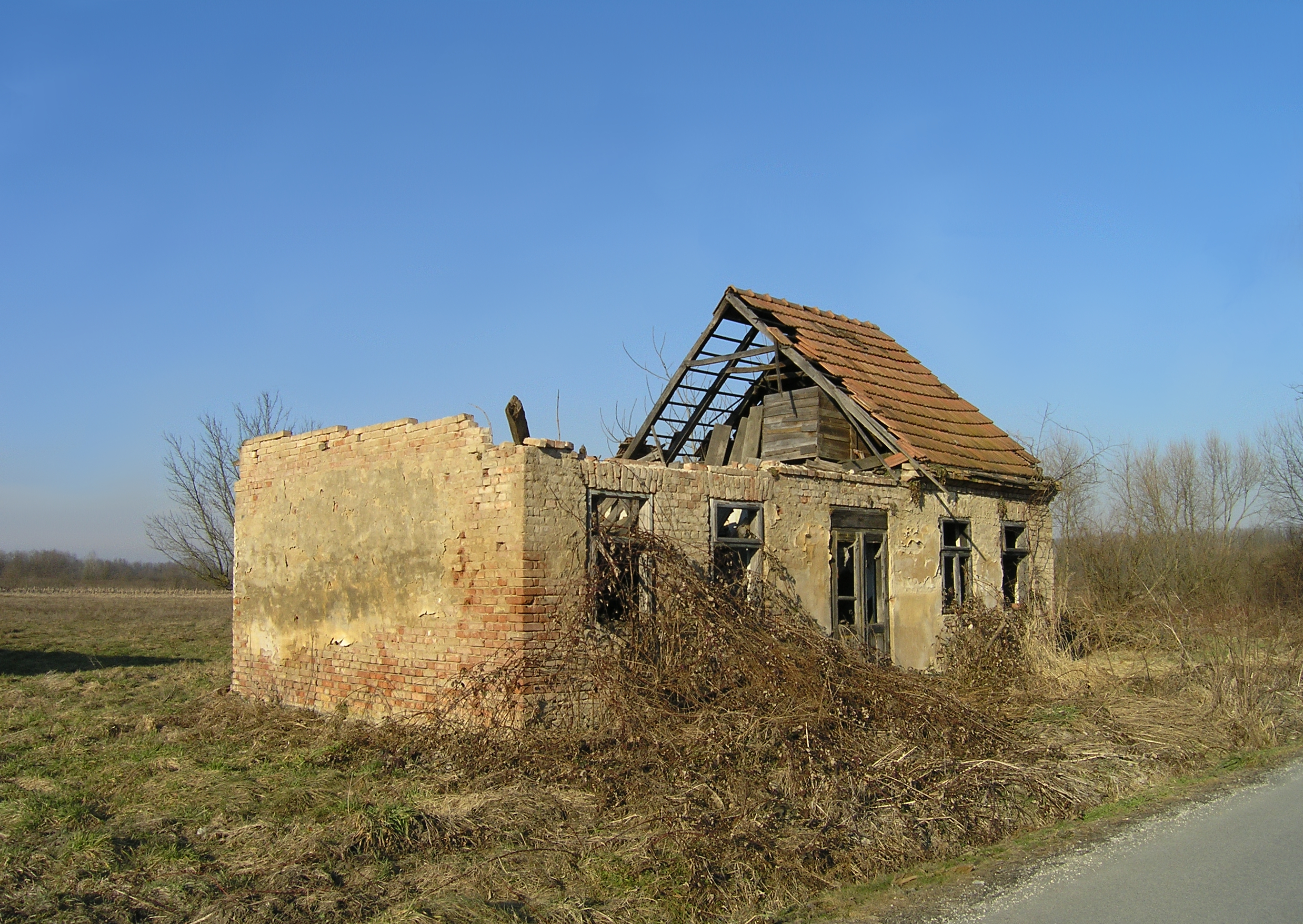
Разрушенный сербский дом

В конце 1994 года при посредничестве ООН начались переговоры между руководством РСК и правительством Хорватии. В декабре Книн и Загреб заключили экономическое соглашение об открытии сербами для свободного передвижения участка шоссе «Братство и единство» (ныне шоссе A3) в Западной Славонии, нефтепровода и энергосистемы. Однако по главному вопросу — статусу РСК — стороны договориться не смогли. Вскоре из-за неудачных попыток переговоров трасса вновь была закрыта, а между сторонами росло напряжение. Президент Хорватии Туджман объявил о том, что Хорватия не продлит мандат миротворческих сил ООН, в ответ на это парламент РСК приостановил все контакты с хорватской стороной. Таким образом, переговорный процесс между Хорватией и Сербской Краиной зашёл в тупик.
Хорватское руководство, пользуясь перемирием, активно укрепляло и реорганизовывало армию. С 1994 года подготовку хорватских офицеров вели специалисты из компании MPRI. В сухопутных войсках созданы восемь элитных гвардейских бригад, ориентированных на «натовские» стандарты подготовки. По некоторым данным, их подготовку также вели инструктора MPRI. Эти наиболее боеспособные подразделения армии Хорватии укомплектовывались профессиональными военными. В ходе операции «Зима '94» (первой с осени 1993 года для регулярной хорватской армии) гвардейские части показали боевые качества, явно превосходившие уровень подразделений ВРС и СВК.

### 1995: Конец войны
Ситуация в Хорватии стала вновь напряжённой в начале 1995 года, когда хорватское руководство начало оказывать давление на руководство Сербской Краины. 12 января 1995 года Франьо Туджман сообщил генеральному секретарю ООН Бутросу Бутросу-Гали о том, что с 31 марта Хорватия планирует денонсировать соглашения, касающиеся пребывания миротворческих сил ООН в Хорватии. Этот шаг мотивировался тем, что, по словам Туджмана, несмотря на подтверждение территориальной целостности Хорватии Сербия оказывает помощь сербским оккупационным силам в Хорватии, и данные оккупированные территории интегрируются в Союзную Республику Югославию. Также по данному вопросу был направлен запрос в ООН. Генеральная Ассамблея ООН по данному вопросу приняла резолюцию A/RES/49/43 в которой было сказано: 
ГА ООН… призывает все стороны, и в частности Союзную Республику Югославия (Сербия и Черногория), полностью соблюдать все резолюции Совета Безопасности, касающиеся положения в Хорватии, и строго уважать её территориальную целостность и в этой связи приходит к заключению, что их деятельность, направленная на обеспечение интеграции оккупированных территорий Хорватии в административную, военную систему и системы образования, транспорта и связи Союзной Республики Югославия (Сербия и Черногория), является незаконной, не имеет никакой юридической силы, и должна быть немедленно прекращена.

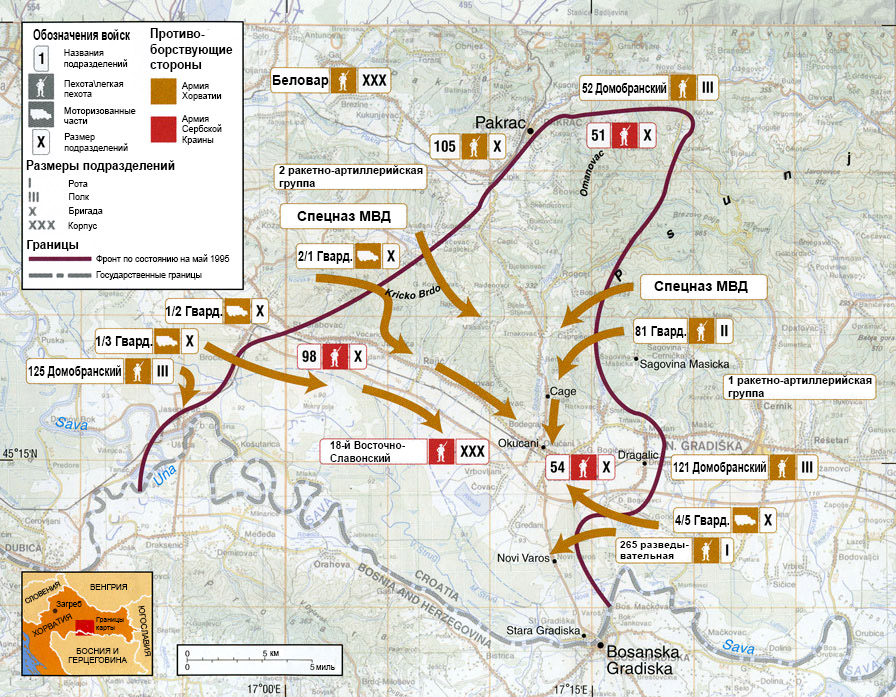
Карта операции «Молния»

В конце января 1995 года мировое сообщество и ООН разработали план мирного урегулирования «Z-4» («Zagreb-4»), который предусматривал реинтеграцию Сербской Краины в Хорватию и предоставление сербам культурной автономии. Однако руководство краинских сербов отказалось от обсуждения этого плана до тех пор, пока хорватская сторона препятствует продлению мандата миротворческих сил. 12 марта Загреб согласился продлить мандат миротворческих сил ООН в Хорватии, однако при условии переименования миротворческих сил в «Операцию ООН по восстановлению доверия в Хорватии» (англ. «United Nations Confidence Restoration Operation in Croatia (UNCRO)»).

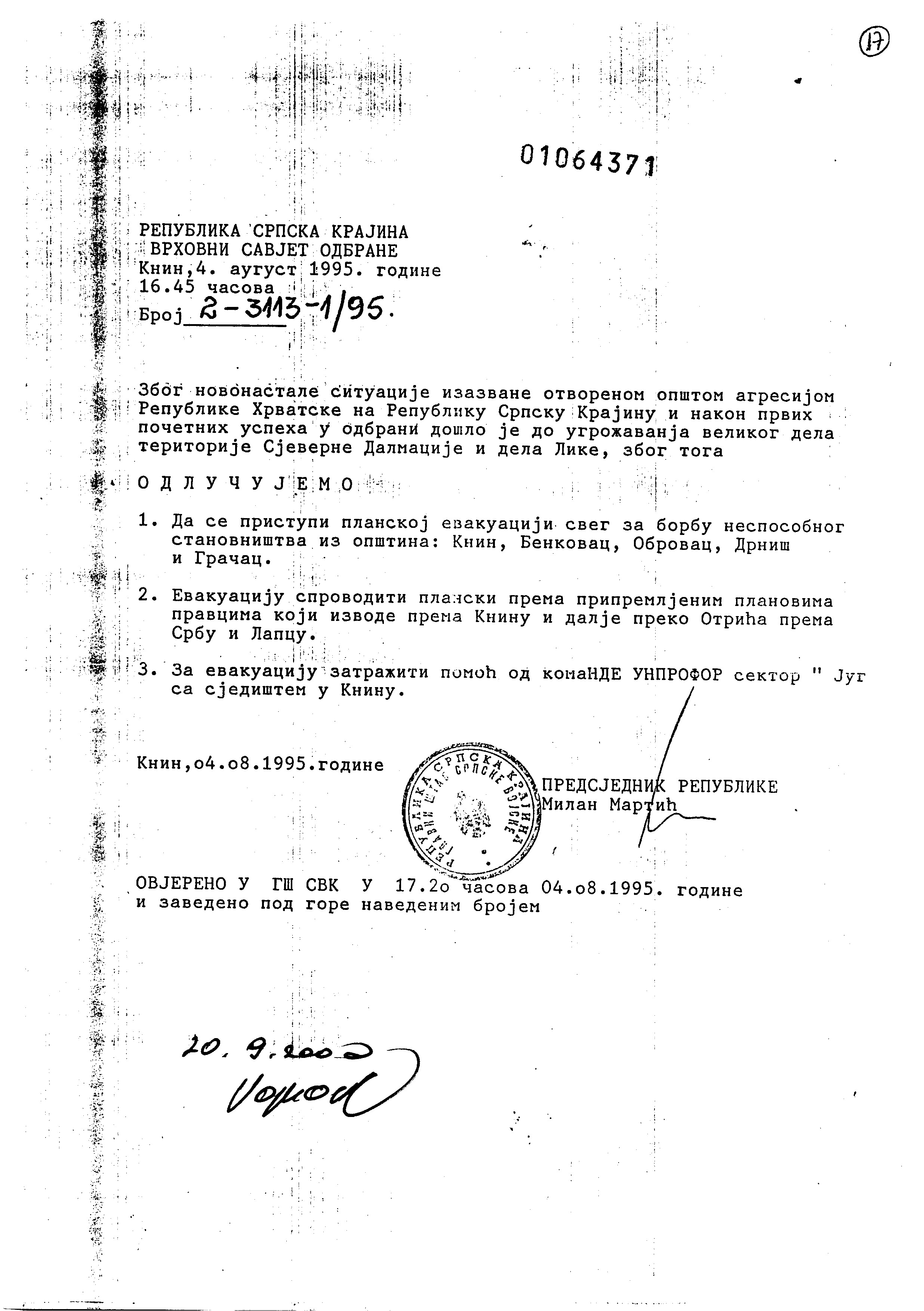
Приказ об эвакуации сербского населения

Конфликт вновь вспыхнул в мае 1995 года, после того как Книн потерял поддержку Белграда, во многом из-за давления международного сообщества. 1 мая хорватская армия вступила на территорию, контролируемую сербами. В ходе операции «Молния» (хорв. Operacija «Bljesak») вся ранее оккупированная территория Западной Славонии вернулась под контроль Хорватии. Большинство сербского населения было вынуждено бежать с этих территорий. Сербская сторона потеряла 283 человека убитыми и пропавшими без вести, включая 57 женщин и 9 детей, а также 1500 солдат и офицеров пленными, хорватская армия и полиция потеряли 60 человек убитыми. В ответ на эту операцию краинские сербы обстреляли Загреб, в результате чего погибло 7 и было ранено более 175 мирных жителей. Югославская армия ответила на наступление демонстрацией силы и начала выдвижение войск и танков к хорватской границе с целью предотвращения возможного наступления хорватов на оккупированные территории Восточной Славонии.
В течение следующих месяцев мировое сообщество попыталось примирить противоборствующие стороны, создав «зоны безопасности» как в соседней Боснии. В это же время руководство Хорватии дало понять, что не допустит падения «Бихачского анклава» и будет всячески поддерживать боснийские войска. Новая уверенность в способности хорватских военных вернуть оккупированные районы вызвала требование хорватских властей о прекращении переговоров. После этого произошла встреча президентов Боснии и Герцеговины и Хорватии, и 22 июля в Сплите была подписана декларация о совместных действиях и взаимопомощи хорватских и боснийских войск. 25 июля хорватская армия и Хорватский совет обороны атаковали сербские войска к северу от горы Динара, захватив Гламоч и Босанско-Грахово. В ходе операции «Лето '95» (хорв. Operacija «Ljeto '95»), завершённой 30 июля, хорватам удалось окончательно прервать связь между Книном и Баня-Лукой.

Поток сербских беженцев из Хорватии

4 августа хорватская армия начала операцию «Буря» (хорв. Operacija «Oluja»), целью которой было восстановление контроля практически над всеми территориями, контролируемыми краинскими сербами. В этой крупнейшей наземной операции в Европе после Второй мировой войны хорватская армия задействовала, по разным оценкам, от 127 000 до 200 000 солдат и офицеров. Наступление было завершено 9 августа и полностью достигло своих целей. В ходе занятия Сербской Краины хорватскими войсками многие сербские мирные жители бежали из занимаемых хорватами территорий. Однако хорватская сторона заявила, что это было не следствием действий хорватской армии, а из-за приказов штаба гражданской обороны РСК, Верховного совета обороны РСК (опубликованных Ковачевичем, Секуличем и Врцелем) об эвакуации гражданского населения. По данным международной неправительственной организации «Международная амнистия», в ходе наступления хорватской армии до 200 000 сербов стали беженцами и были вынуждены покинуть свои дома. В ходе судебных разбирательств в Международном трибунале по бывшей Югославии было доказано, что только 20 000 сербов были насильно депортированы. После ликвидации Сербской Краины хорватам, бежавшим из этих мест в 1991 году, было разрешено возвращаться в свои дома. Только в 1996 году около 85 000 перемещённых хорватов вернулись в Краину и Западную Славонию. В ходе операции «Буря» хорватские войска потеряли от 174 до 196 человек убитыми и 1430 ранеными. Сербская сторона потеряла от 500 до 742 военнослужащих убитыми, 2500 было ранено и около 5000 солдат и офицеров попали в плен. Также от 324 до 677 гражданских лиц погибли в ходе боевых действий и военных преступлений. По данным сербской неправительственной организации «Веритас», в ходе операции «Буря» было убито и пропало без вести 1042 сербских гражданских лица.
После проведения операции «Буря» появилась угроза начала боевых действий в Восточной Славонии. Эта угроза становилась всё более реальной после заявления Туджмана о возможности продолжения конфликта и переброски хорватских войск в октябре. Туджман отметил, что хорватская армия оставляет за собой право начать операцию в Восточной Славонии, если к концу месяца не будет подписано мирное соглашение. 12 ноября в Эрдуте было подписано мирное соглашение представителем Хорватии Хрвое Шариничем и представителями РСК Миланом Милановичем и Югославии Миланом Милутиновичем, получившим подробные инструкции от Слободана Милошевича. Соглашение предусматривало интеграцию в Хорватию оставшихся под сербской оккупацией территорий Восточной Славонии в течение двух лет. Соглашение также потребовало роспуска UNCRO и создания новой миссии ООН, которая будет следить за выполнением соглашения. После этого резолюцией 1037 Совета Безопасности ООН от 15 января 1996 года была создана новая миссия «Переходный орган Организации Объединённых Наций для Восточной Славонии, Бараньи и Западного Срема» (англ. United Nations Transitional Authority for Eastern Slavonia, Baranja and Western Sirmium (UNTAES)). 15 января 1998 года указанные территории были реинтегрированы в состав Хорватии.

### Тип и название войны

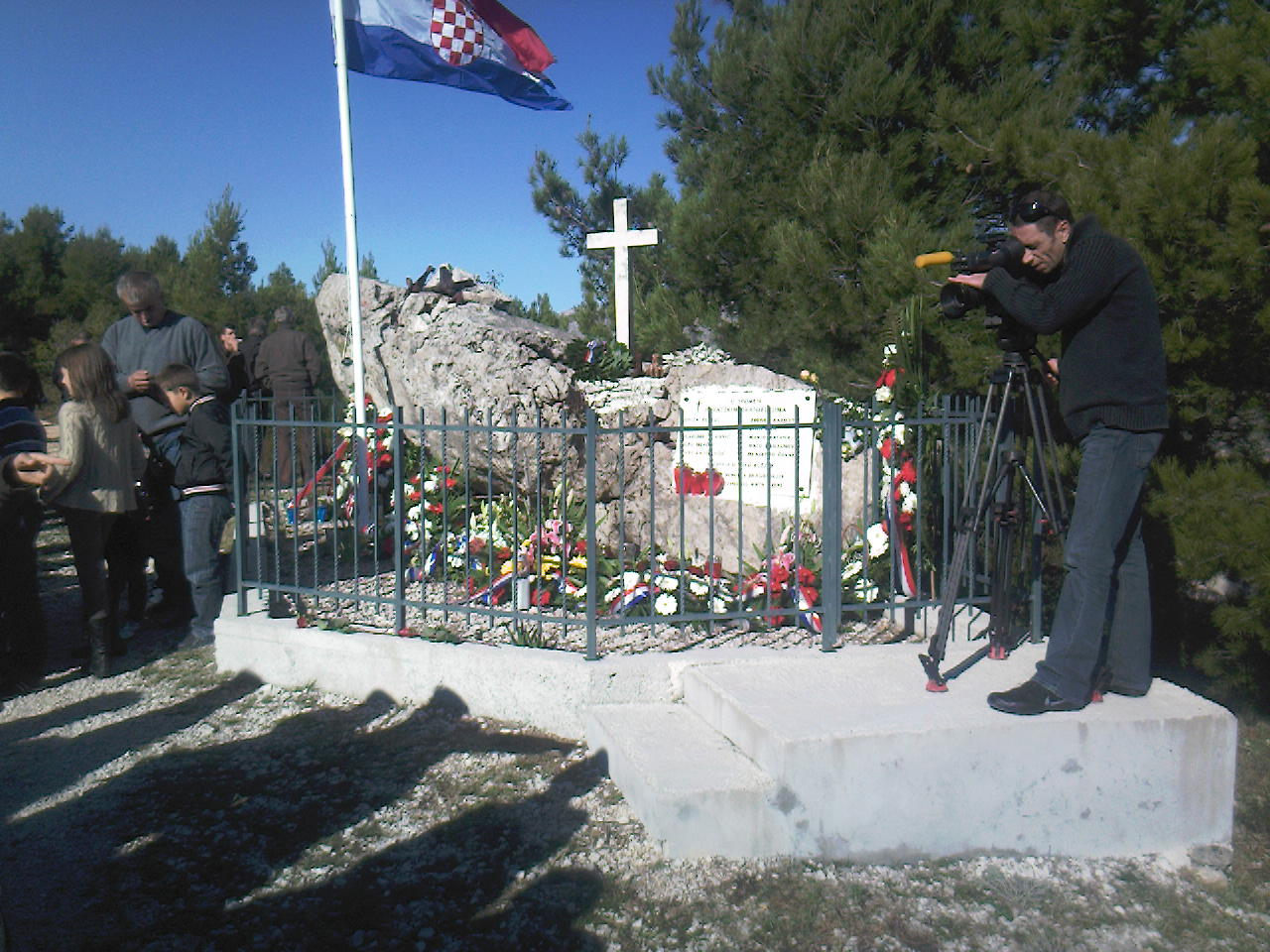
Памятник защитникам Дубровника, 2009 год

В Хорватии войну называют «Отечественной войной» (хорв. «Domovinski rat»). Однако встречаются и другие варианты, например, «Великосербская агрессия» (хорв. «Velikosrpska agresija»). Этот термин часто использовался в хорватских СМИ в ходе войны и продолжает использоваться и в послевоенное время. Этот конкретный термин не является исключительным для хорватского языка, есть примеры его использования и перевода на английский язык.
В Сербии чаще всего этот конфликт называют «Война в Хорватии» (серб. Рат у Хрватскоj) или «Война в Краине» (серб. Рат у Крајини).
На Западе этот конфликт чаще всего именуют «войной за независимость Хорватии» (англ. Croatian War of Independence). Англоязычные источники и источники в разных странах мира в течение конфликта использовали разные термины для его обозначения. Терминология менялась по ходу изменения этого военно-политического конфликта и включала в себя такие названия, как «война в Хорватии», «сербско-хорватская война», «конфликт в Югославии» и т. д.
В России этот конфликт обычно объединяют с войной в Боснии и Герцеговине и используют термин югославский кризис.
Существуют два мнения о характере этого конфликта — была ли эта война гражданской или она являлась международной. В Сербии преобладает мнение о том, что эта война носила характер гражданской, поскольку между собой сражались Социалистическая Республика Хорватия и СФРЮ, а затем Хорватия и проживающие в ней сербы. В Хорватии и в большинстве стран мира (в том числе и в МТБЮ) преобладает точка зрения, что это был международный военно-политический конфликт, поскольку оставшиеся республики в Югославии (Сербия и Черногория) вели войну против Хорватии, при поддержке краинских сербов, хотя Союзная Республика Югославия и Хорватия никогда не находились в состоянии войны.

## Итоги и последствия

### Положение сербов в Хорватии и судьба РСК
После войны напряжённость в отношениях между сербами и хорватами начала снижаться. Это стало возможным благодаря возвращению беженцев, а также ввиду того, что партия сербов в Хорватии «Независимая демократическая сербская партия» получила места в правительстве Хорватии. Однако, несмотря на это, проблемы в межнациональных отношениях в Хорватии остаются. Сербы в Хорватии часто подвергаются социальной дискриминации. Несмотря на то, что в Хорватии ведётся работа по снижению дискриминации в отношении сербов, реальное положение вещей остаётся на прежнем уровне. Главной проблемой является возвращение сербских беженцев, покинувших страну во время войны в 90-х годах.
После ликвидации Сербской Краины было создано правительство РСК в изгнании. Деятельность правительства, расположенного в Белграде, возобновилась в 2005 году. Премьер-министром правительства, в которое вошли 6 министров, стал Милорад Буха. Члены правительства в изгнании заявили, что они намерены добиваться создания плана на основе «Z-4», и их конечной целью было объявлено добиться для сербов «больше, чем автономии, но меньше, чем независимости в Хорватии».

### Потери и беженцы

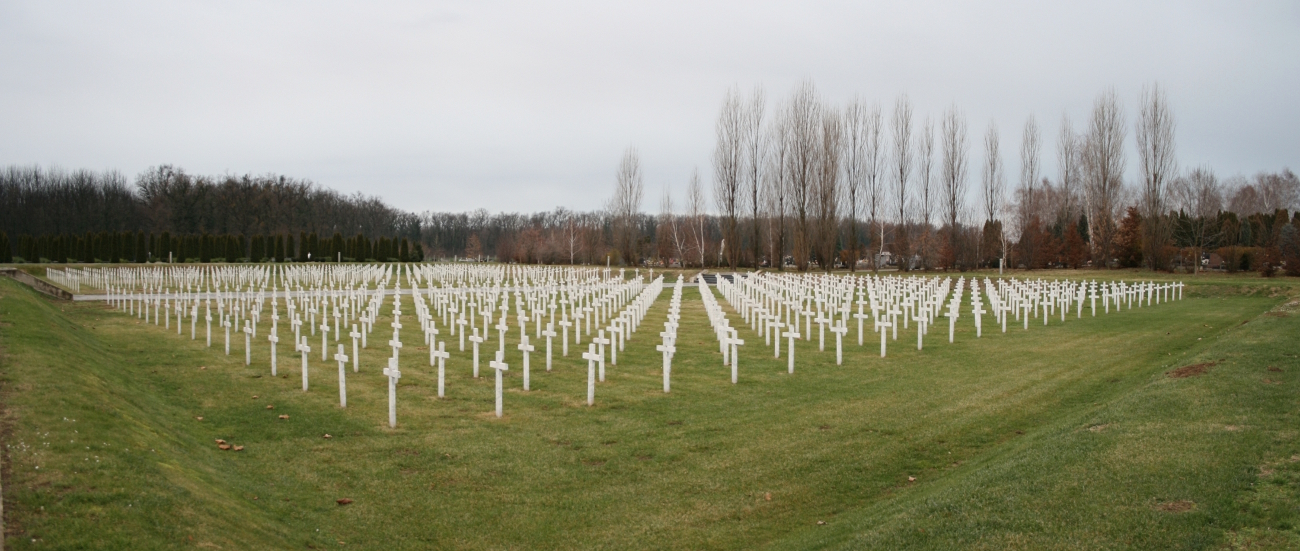
Военное кладбище жертв осады Вуковара

Большинство источников говорят об около 20 000 погибших в ходе войны в Хорватии. По словам главы Хорватской комиссии по без вести пропавшим Ивана Груйича, Хорватия потеряла 12 000 человек погибшими и пропавшими без вести, в том числе 6788 военнослужащих и 4508 гражданских лиц. По данным хорватской неправительственной организации «Documenta», было убито 4137 хорватов и других несербов в результате действий ЮНА и армии Сербской Краины,. По официальным данным, опубликованным в Хорватии в 1996 году, погибли 12 000 и были ранены 35 000 человек. Иво Гольдштейн упоминает об 13 583 убитых и пропавших без вести. По состоянию на 2010 год, 1997 человек в Хорватии считаются пропавшими без вести. В 2009 году в Хорватии было зарегистрировано 52 000 инвалидов войны. Эти данные включают не только лиц, пострадавших физически, но и людей, больных хроническими заболеваниями, чьё здоровье значительно ухудшилось во время войны, а также людей с посттравматическим стрессовым расстройством.
В ходе войны беженцами и перемещёнными лицами стали около 500 000 человек. От 196 000 до 247 000 лиц хорватской и других национальностей были вынуждены покинуть территории, контролируемые Сербской Краиной. По данным ОБСЕ, опубликованным в 2006 году, 218 000 из 221 000 хорватских беженцев из Краины после войны вернулись в родные края. Основные потоки хорватских беженцев были зарегистрированы в 1991 и 1992 годах во время первых вооружённых столкновений и наступления ЮНА. Также многие хорваты из Сербии и Республики Сербской бежали в Хорватию, где с 1991 года им предоставлялось хорватское гражданство.

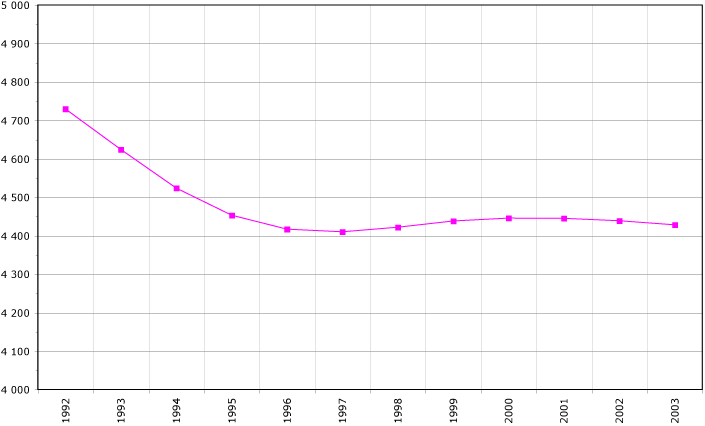
Демография Хорватии во время конфликта и после него

Сербская неправительственная организация «Веритас» опубликовала данные о 6780 убитых и пропавших без вести с сербской стороны, в том числе о 4324 военнослужащих и 2344 гражданских лицах. Большинство из них были убиты и пропали без вести в разгар боевых действий в 1991 (2442 человека) и 1995 (2344 человека) годах. Большинство потерь произошло в Северной Далмации — 1632 человека. Командование ЮНА официально признало, что в ходе хорватской войны 1279 военнослужащих погибли в бою. Однако эти данные могут быть значительно занижены.

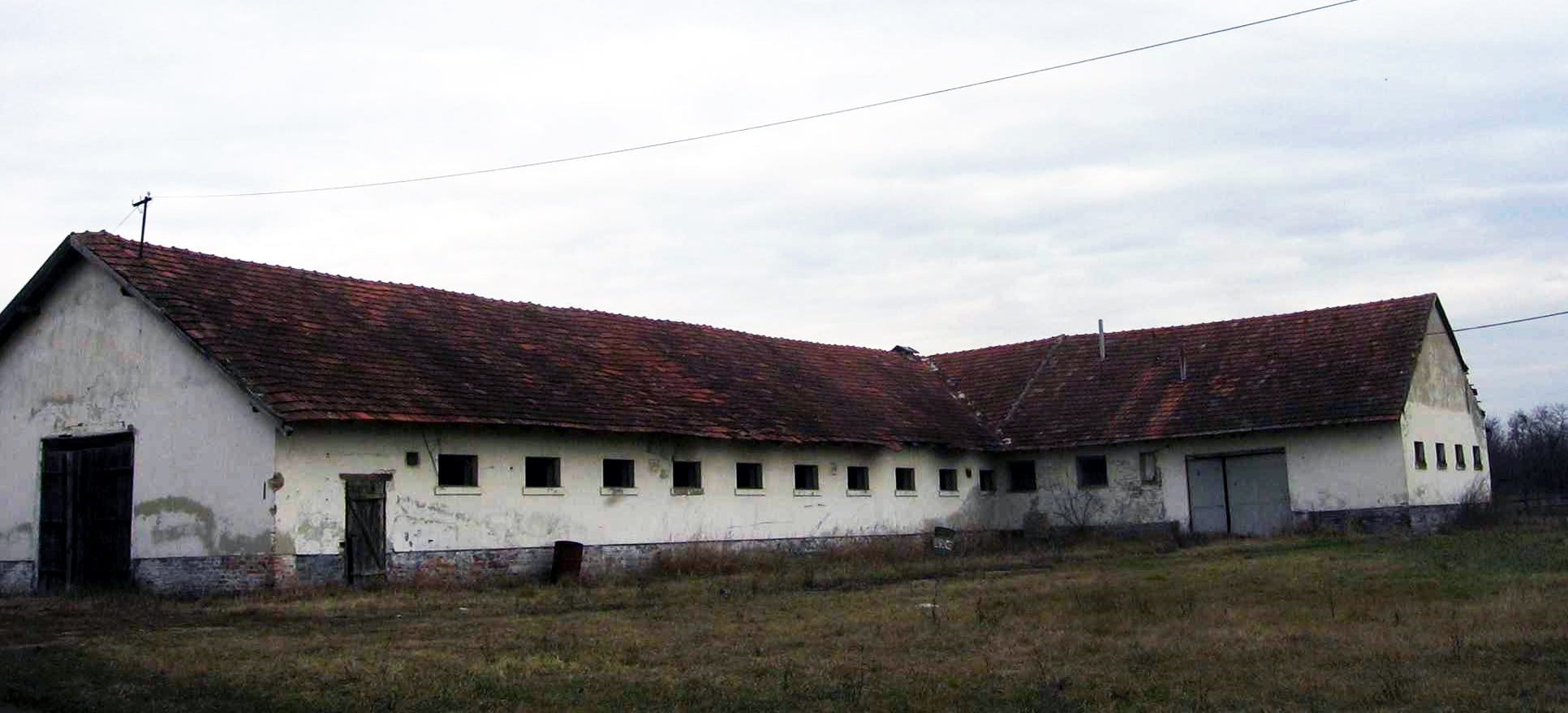
Бывший лагерь Стайичево, использовавшийся сербскими властями для содержания хорватских военнопленных

Согласно сообщениям Комиссариата по делам беженцев ООН, к 1993 году только с территорий под контролем Загреба была изгнана 251 000 человек. В то же время Красный крест Югославии сообщил о 250 000 беженцев сербской национальности с территории Хорватии в 1991 году. В 1994 году на территории Союзной Республики Югославии находилось более 180 000 беженцев и перемещённых лиц из Хорватии. 250 000 человек бежали из Сербской Краины после операции «Буря» в 1995 году. Большинство зарубежных источников говорит об 300 000 сербских перемещённых лиц в ходе конфликта. По данным международной неправительственной организации «Международная амнистия», в период с 1991 по 1995 год 300 000 сербов покинули территорию Хорватии, из которых к 2005 году вернулось 117 000 человек. По данным ОБСЕ, 300 000 сербов были перемещены во время войны, из которых 120 000 человек официально зарегистрированы как вернувшиеся к 2006 году. Тем не менее, считается, что это число неточно отражает количество репатриантов, потому что многие вернулись в Сербию, Черногорию и Боснию и Герцеговину после официальной регистрации в Хорватии. По данным УВКБ ООН, опубликованным в 2008 году, 125 000 сербов были зарегистрированы как вернувшиеся в Хорватию, из которых 55 000 остались жить на постоянной основе.

### Ущерб и разрушения

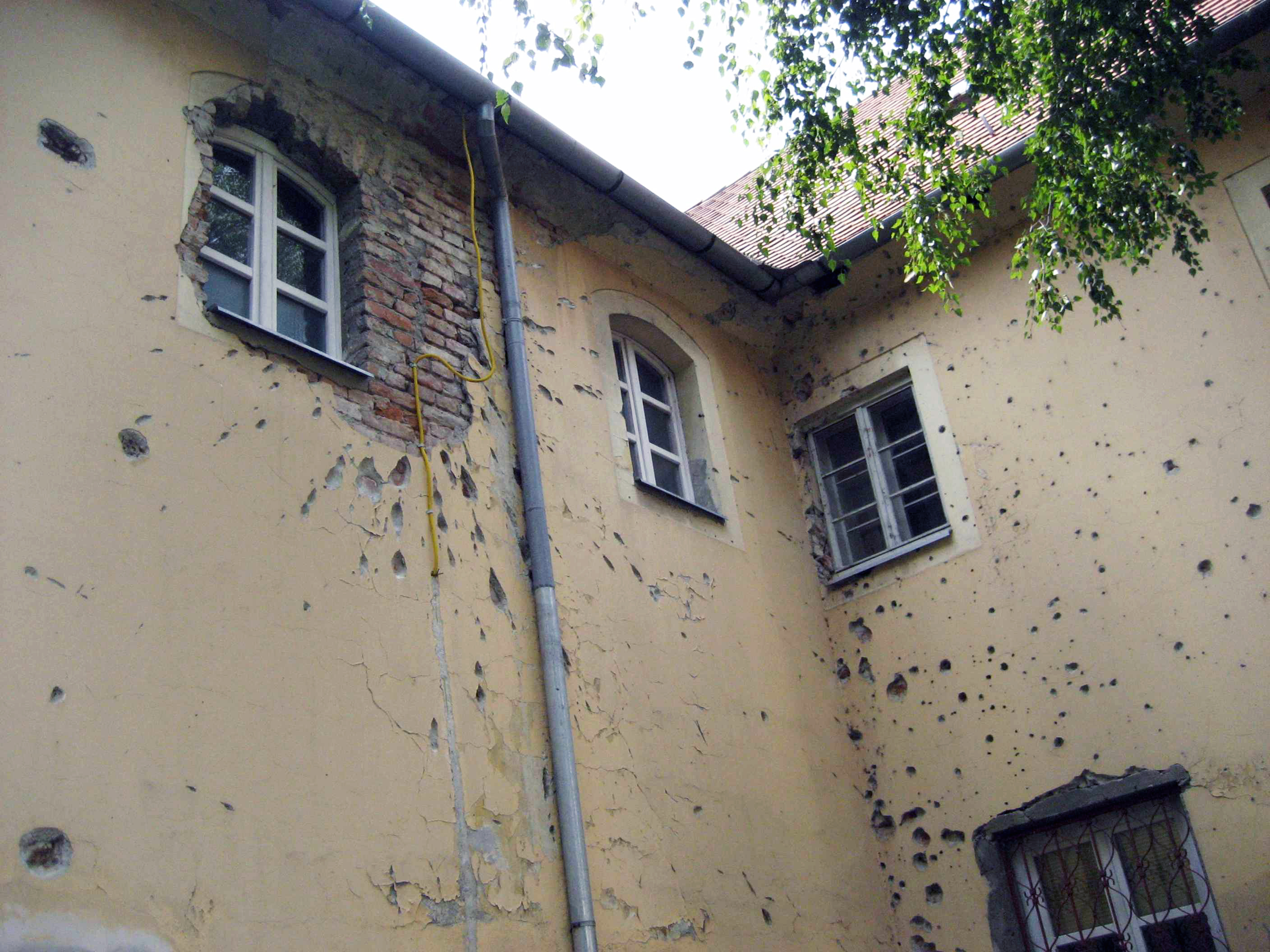
Повреждённое здание в Осиеке

По официальным данным, опубликованным в 1996 году, в Хорватии во время войны было уничтожено 180 000 жилых зданий, 25 % экономики страны было разрушено, а материальный ущерб оценивается в 27 миллиардов долларов. 15 % всех жилых домов были разрушены, также пострадали 2423 объекта культурного наследия. В 2004 году были названы цифры: 37 миллиардов долларов материального ущерба и сокращение ВВП страны на 21 % за период войны. Война привела к дополнительным экономическим нагрузкам и увеличению военных расходов. К 1994 году в Хорватии фактически установилась военная экономика, поскольку на военные нужды уходило до 60 % от общего объёма государственных расходов.
Югославские и сербские расходы во время войны были ещё более непропорциональны. Так, в проекте федерального бюджета на 1992 год 81 % средств должен был быть направлен на военные нужды Сербии. После того как в бюджет Югославии перестали поступать средства из наиболее экономически развитых республик (Словении и Хорватии), югославское руководство было вынуждено начать печатание денег для финансирования деятельности правительства. Это привело к неизбежной гиперинфляции. В период с октября 1993 года по январь 1995 года Союзная Республика Югославия пережила гиперинфляцию в пять квадриллионов процентов.

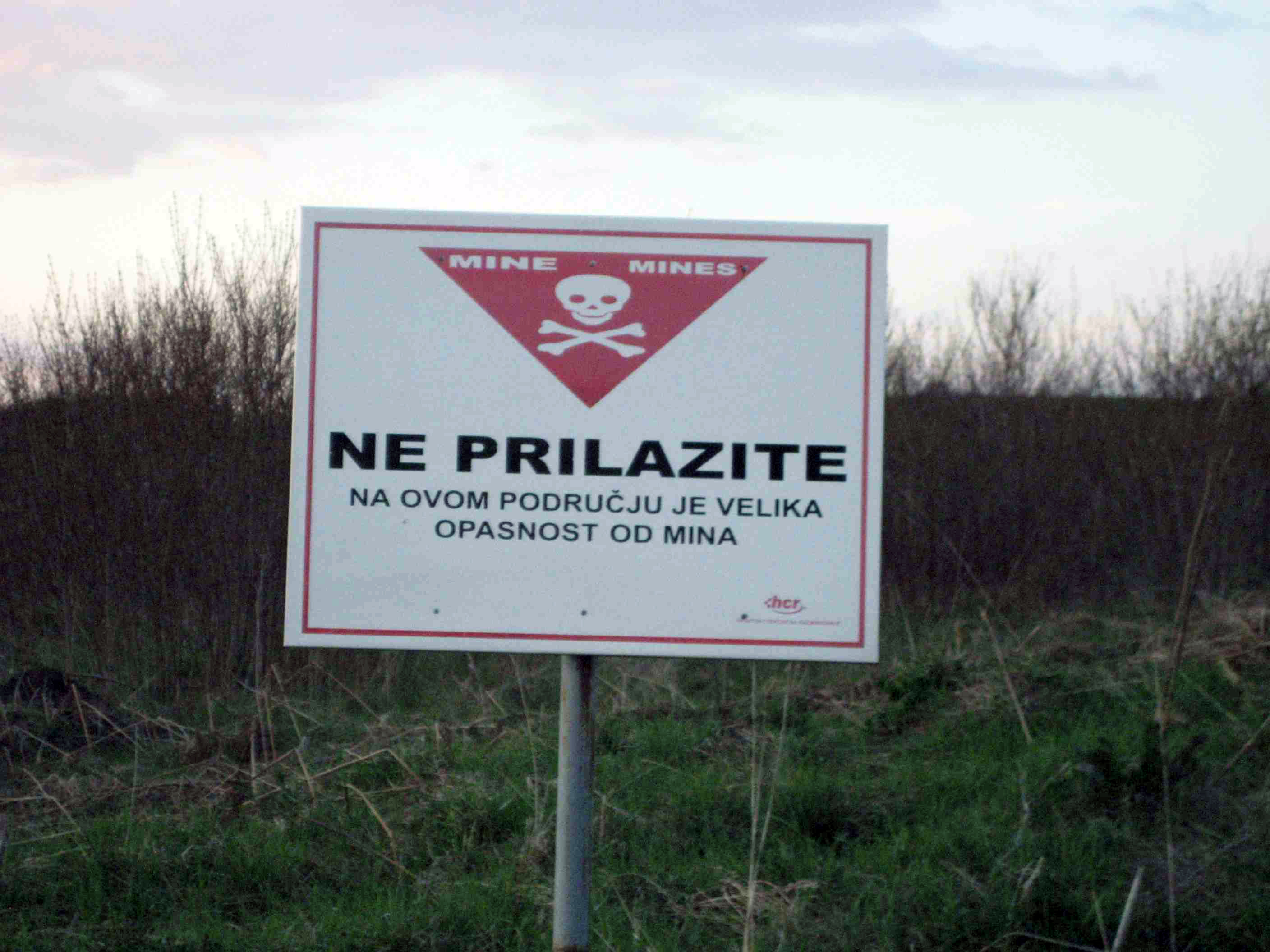
Стандартная маркировка минных полей в Хорватии

Многие города Хорватии значительно пострадали от артиллерийских и авиационных снарядов, бомб и ракет ЮНА и СВК. Наибольшим разрушениям подверглись Вуковар, Славонски-Брод, Жупанья, Винковцы, Осиек, Нова-Градишка, Новска, Дарувар, Пакрац, Шибеник, Сисак, Дубровник, Задар, Госпич, Карловац, Биоград-на-Мору, Славонски-Шамац, Огулин, Дуга-Реса, Оточац, Илок, Бели-Манастир, Лучко, Загреб и другие. Вуковар был практически полностью разрушен, так как во время боёв за город было израсходовано более миллиона боеприпасов. Несмотря на то, что большинство хорватских городов избежали нападений танков и пехоты противника, они значительно пострадали именно из-за артиллерийских обстрелов. Например, на Славонски-Брод и окружающие его деревни упало более 11 600 артиллерийских снарядов и 130 авиационных бомб в 1991 и 1992 годах.
В то же время города, находившиеся в составе Сербской Краины, постоянно подвергались обстрелам хорватской армии и бомбардировкам. Например, на Книн 4—5 августа 1995 года упало до 5000 снарядов и ракет. Регулярным обстрелам подвергались Грачац, Обровац, Бенковац, Дрниш, Кореница, Топуско, Войнич, Вргинмост, Глина, Петринья, Костайница, Двор и другие.
В ходе боевых действий пострадали многие памятники и религиозные объекты. Были повреждены и разрушены многие католические и православные храмы на территории Хорватии. Например, нападениям подверглись православный храм Святого Николая, резиденция Горнокарловацкой епархии Сербской православной церкви, древние монастыри Крка и Крупа, католические церкви Святого Ловро святого Михаила, часовня святого Флориана, церковь Богоматери в Вочине, Ловасе, Петринье и других населённых пунктах. Всего в 1990—1995 годах, по данным сербской стороны, в Хорватии было разрушено 78 православных церквей. В октябре 1995 года хорватская сторона заявила, что в ходе боевых действий хорватскими силами было разрушено 5 православных храмов. В свою очередь, было заявлено, что до 40 % католических церквей, находившихся под контролем сербских сил, было повреждено и разрушено.
За время войны в Хорватии было установлено более 2 миллионов различных мин. Большинство минных полей были созданы с полной безграмотностью и без создания их карт. Через десять лет после войны, в 2005 году было зарегистрировано ещё около 250 000 мин, установленных вдоль бывшей линии фронта, на некоторых участках государственной границы, особенно вблизи Бихача и вокруг некоторых бывших объектов ЮНА. В 2007 году территории, по-прежнему содержащие или предположительно содержащие мины, охватывали около 1000 км². Во время боевых действий более 1900 человек были убиты или получили ранения от мин, а после войны 500 человек были убиты и ранены минами. В период с 1998 по 2005 год в Хорватии было потрачено около 240 миллионов € в рамках различных мероприятий по вопросам противоминной деятельности. В 2009 году все оставшиеся минные поля и районы, предположительно содержащие мины и неразорвавшиеся боеприпасы, были чётко обозначены. Однако, несмотря на это, процесс разминирования идёт крайне медленно, и, по различным оценкам, потребуется ещё 50 лет, чтобы уничтожить все минные поля.

### Военные преступления и МТБЮ

Руины Вуковара

Международный трибунал по бывшей Югославии был создан резолюцией 827 Совета Безопасности ООН 25 мая 1993 года. Этот суд был наделён полномочиями осуществлять судебное преследование лиц, ответственных за серьёзные нарушения международного гуманитарного права, Женевской конвенции, нарушения законов и обычаев войны, геноцид и преступления против человечности, совершённые на территории бывшей Югославии с 1 января 1991 года. Список обвиняемых варьировался от рядовых военнослужащих до премьер-министров и президентов. Одними из наиболее высокопоставленных лиц, обвинённых МТБЮ, были Слободан Милошевич, Милан Бабич, Ратко Младич и Анте Готовина. Первый президент Хорватии Франьо Туджман умер в 1999 году до планируемого предъявления обвинений трибуналом. По словам Марко Аттилы Хора, бывшего сотрудника МТБЮ, следственная группа работала в отношении расследования преступной деятельности не только лидера Югославии Милошевича, но и других руководителей страны: Велько Кадиевича, Благое Аджича, Борисава Йовича, Бранко Костича, Момира Булатовича и других. Однако, после вмешательства Карлы дель Понте, эти расследования были отвергнуты, и обвинительное заключение ограничилось только Милошевичем, в результате чего многим из этих людей никогда не были предъявлены обвинения.
В период с 1991 по 1995 год Милан Мартич занимал должности министра внутренних дел, министра обороны и президента самопровозглашённой „Сербской автономной области Краина“ (САО Краина), которая позже была переименована в „Республику Сербская Краина“ (РСК). Он участвовал в совместной преступной деятельности со Слободаном Милошевичем, целью которой было создание единого сербского государства путём совершения широко распространённой и систематической кампании преступлений против несербов, населяющих районы Хорватии и Боснии и Герцеговины, которые должны были стать частью такого государства.

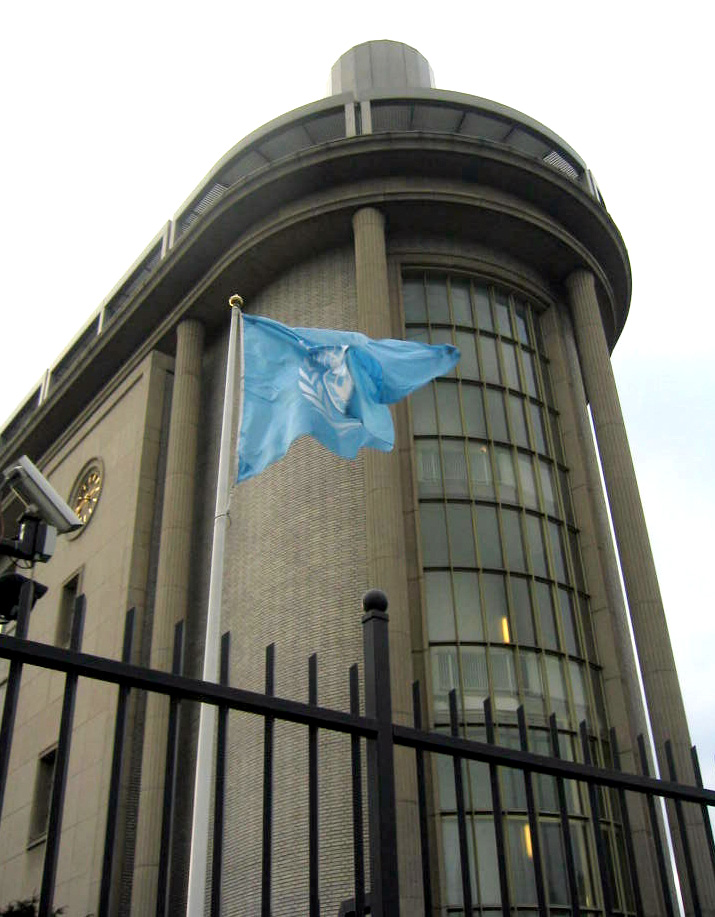
Здание МТБЮ в Гааге

Милан Мартич получил наибольшее наказание — 35 лет тюрьмы, Милан Бабич был осуждён на 13 лет лишения свободы. Он выразил раскаяние за свою деятельность во время войны, прося «хорватских братьев простить его». В ходе разбирательств в МТБЮ было доказано, что значительное число хорватских гражданских лиц в больницах и приютах, отмеченных красным крестом, были мишенью для сербских сил. В 2007 году были осуждены два бывших офицера ЮНА за массовое убийство хорватов в Вуковаре. Веселин Шливанчанин был приговорён к 10 годам тюрьмы, а Миле Мркшич получил 20 лет лишения свободы. Прокуроры заявили, что после взятия Вуковара югославскими войсками несколько сотен хорватов были переданы сербским паравоенным силам, участвовавшим в штурме. Из них по крайней мере 264 (в том числе раненые солдаты, женщины, дети и пожилые люди) были убиты и похоронены в братских могилах на окраине Вуковара. Мэр Вуковара Славко Докманович был доставлен в Гаагу для судебного разбирательства, но покончил жизнь самоубийством в 1998 году прежде, чем разбирательство началось.

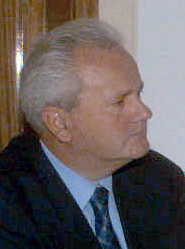
Слободан Милошевич — первый бывший глава государства, представший перед международным уголовным судом

Генералы ЮНА Павле Стругар и Миодраг Йокич были приговорены МТБЮ к 8 и 7 годам заключения за обстрелы Дубровника во время осады города. Начальник генерального штаба югославской армии, Момчило Перишич, был приговорён к 27 годам тюремного заключения за свои решения помощи и финансирования армий Сербской Краины и Республики Сербской, которые, в свою очередь, совершили преступления в Сараево, Загребе и в Сребренице. Однако в феврале 2013 года апелляционной палатой МТБЮ он был полностью оправдан и освобождён из-под стражи. Помимо преступлений, совершённых после захвата Вуковара, было множество задокументированных военных преступлений против гражданских лиц и военнопленных, совершённых сербскими и югославскими силами в Хорватии. Большинство из них были рассмотрены МТБЮ или национальными судебными органами. Среди них преступления: резня в Даль, массовое убийство в Ловасе, массовое убийство в Широкой Куле, резня в Бачине, массовое убийство в Саборско, резня в Шкабрне, резня в Вочине, убийства в Брушке и ракетный обстрел Загреба.
Также во время войны существовали специализированные лагеря для содержания военнопленных и гражданских лиц. Подобные лагеря существовали в Сремска-Митровице и других городах Югославии для содержания хорватов. Бывшие заключённые этих лагерей создали «Хорватскую ассоциацию заключённых сербских концентрационных лагерей» для помощи пострадавшим в этих лагерях. Хорватская сторона также создавала подобные лагеря для содержания сербских пленных, например, концентрационный лагерь Лора в Сплите и лагерь в Пакрачка-Поляне.
Хорватские силы также совершали военные преступления против сербов в ходе войны, которые были рассмотрены в МТБЮ и национальных судах. Среди этих преступлений массовое убийство в Госпиче, массовые убийства в Сисаке, нападение в Беловаре, совершённые в 1991 и 1992 годах, и другие. Один из наиболее печально известных примеров хорватских военных преступлений — убийства этнических сербов, совершённые хорватскими полицейскими под командованием Томислава Мерчепа близ Пакраца в конце 1991 и начале 1992 годов. Изначально это дело рассматривалось МТБЮ, однако затем было передано в суд Хорватии. Более десяти лет спустя пяти членам этой группы были предъявлены обвинения по нескольким эпизодам, связанным с этими событиями, после чего они были осуждены. Meрчеп был арестован за совершённые преступления в декабре 2010 года. В 2009 году хорватский депутат Бранимир Главаш был осуждён за военные преступления, совершённые в Осиеке в 1991 году, и приговорён к тюремному заключению хорватским судом.
В 2001—2003 годах МТБЮ предъявил обвинения хорватским генералам Янко Бобетко, Мирко Норацу и Рахиму Адеми в совершении военных преступлений во время операции «Медакский карман», однако позже это дело также было передано в хорватский суд. Норац был признан виновным и заключён в тюрьму, Адеми был оправдан, а Бобетко был объявлен непригодным предстать перед судом из-за состояния здоровья. Обвинительное заключение по делу другого хорватского генерала Анте Готовины назвало не менее 150 сербских гражданских лиц, убитых в период проведения операции «Буря». Хорватский Хельсинкский комитет зарегистрировал 677 сербских гражданских лиц, погибших в ходе этой операции. Прокурор МТБЮ Луиза Арбур заявила, что законность и легитимность операции не является проблемой, но при этом необходимо исследовать вопрос о тех преступлениях, которые были совершены во время кампании. Судебная палата подтвердила, что законность операции «Буря» «не имеет значения», поскольку МТБЮ заинтересован только в исследовании военных преступлений. В 2011 году Анте Готовина был приговорён к 24 годам лишения свободы, а другой хорватский генерал Младен Маркач — к 18 годам тюрьмы. В 2012 году апелляционная комиссия МТБЮ полностью оправдала обоих генералов.
Палата обнаружила, что некоторые члены хорватского политического и военного руководства ставили целью удаление сербского гражданского населения из Краины силой или угрозой применения силы, которые привели к депортациям, насильственному перемещению и преследованию через введение ограничительных и дискриминационных мер, незаконных нападений на гражданских лиц и гражданские объекты, депортации и насильственные перемещения. [...] Палата обнаружила, что Франьо Туджман, главный политический и военный лидер Хорватии до, во время и после периода обвинительного заключения, был ключевым членом совместной преступной деятельности. Туджман планировал для Краины повторное заселение хорватами. Палата также считает, что другие члены военно-политического руководства Хорватии (Гойко Шушак и Звонимир Червенко) имели отношение к совместной преступной деятельности.

## Роль Сербии

### Во время войны
«Границы всегда диктуются сильными и никогда не продиктованы слабыми. Мы просто рассматриваем это как законные права и интересы сербского народа жить в одном государстве».

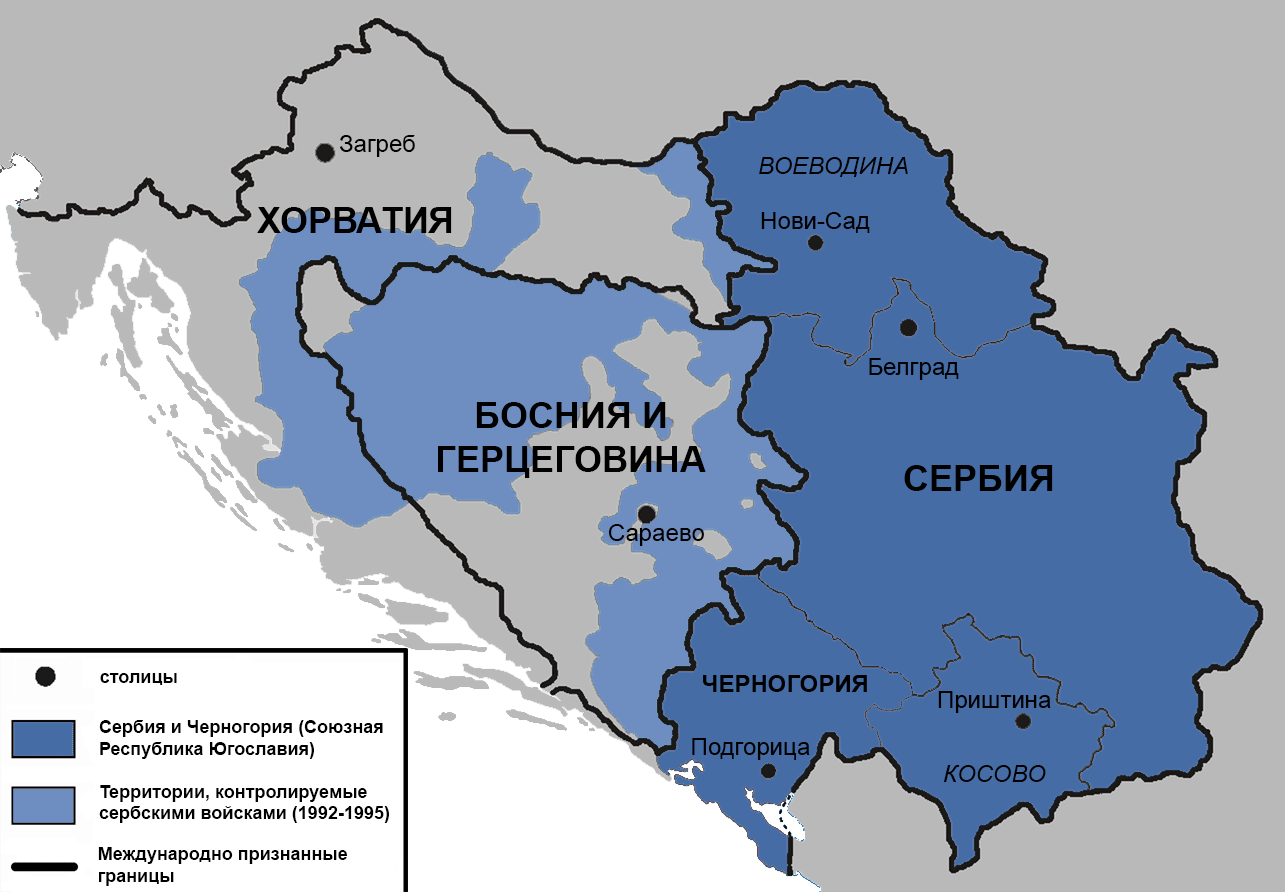
Территории, контролируемые сербскими силами во время гражданской войны в Югославии. Считается, что эти территории должны были войти в Великую Сербию, которая объединила бы всех сербов по всей бывшей Югославии

Союзная Республика Югославия и Хорватия никогда не находились в состоянии войны, однако Югославия косвенно была вовлечена в боевые действия на территории Хорватии. Белград и министерство обороны Югославии активно оказывали военную помощь краинским сербам. Сербия также поддерживала различные военизированные подразделения и паравоенные формирования сербских добровольцев, воевавших в Хорватии. На территории Сербии и Черногории существовали лагеря для содержания хорватских военнопленных.
В ходе судебных разбирательств МТБЮ по делу Милошевича были выявлены многочисленные рассекреченные документы об участии СРЮ в войнах в Хорватии и Боснии. Были представлены доказательства о снабжении оружием и другой материальной помощи боснийским и хорватским сербам со стороны официального Белграда, а также создания административных и кадровых структур для поддержки армий Краины и Республики Сербской.
В 1993 году Белград на 90 % обеспечил бюджет Сербской Краины. Национальный банк Краины существовал как филиал Народного банка Югославии, а к марту 1994 года Югославия, Сербская Краина и Республика Сербская использовали единую валюту. Финансирование боснийских и краинских сербов вылилось в гиперинфляцию в СРЮ. В 1993 году Государственный департамент США сообщил, что сразу после операций «Медакский карман» и «Масленица» власти Сербии направили значительное количество «добровольцев» на территорию РСК. Бывший секретарь Желько Ражнатовича в ходе судебного процесса в Гааге заявил, что лидер Сербской добровольческой гвардии получал деньги от МВД Югославии.
Оказание такой поддержки давало возможность руководству СРЮ вмешиваться в переговоры между Хорватией и РСК и давать консультации Книну. Югославская сторона фактически участвовала в подписании Эрдутского мирного соглашения.
Югославские государственные СМИ часто искажали реальную информацию об обстановке в Хорватии. Например, во время столкновений в Пакраце были распространены ложные сведения о жертвах среди сербского населения, хотя к тому времени жертв в результате этих столкновений не было.

### После войны
«Сербский вопрос мы решили, не будет больше 12% сербов или 9% югославов, как было. А 3%, сколько их будет, больше не будут угрожать хорватскому государству».

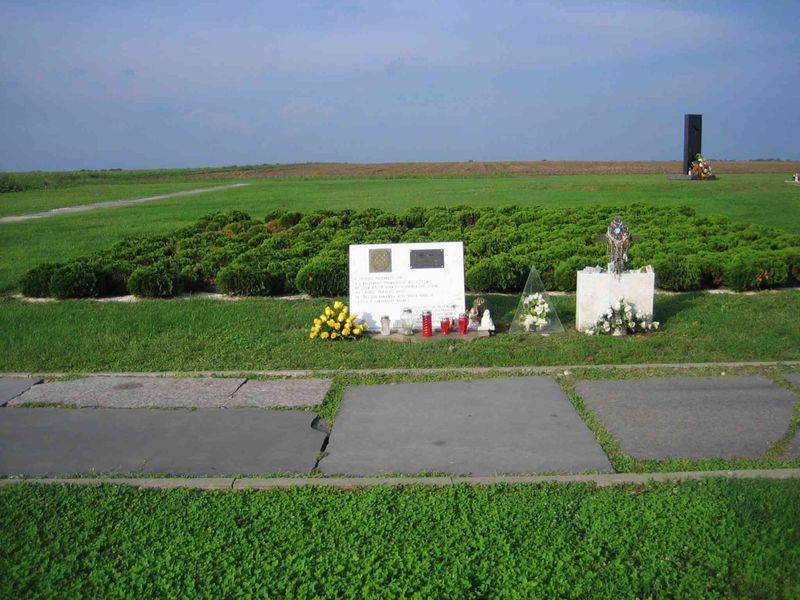
Мемориальный комплекс «Овчары» на месте Вуковарского массового убийства

После реализации Эрдутского соглашения отношения между Хорватией и Сербией стали постепенно улучшаться. В 1996 году страны установили дипломатические отношения. 2 июля 1999 года Хорватия подала иск в Международный суд ООН против Союзной Республики Югославии, ссылаясь на статью IX Конвенции о предупреждении преступления геноцида и наказании за него, обвинив СРЮ в геноциде. 4 января 2010 года Сербия подала ответный иск, в котором заявила об убитых, беженцах, изгнанных сербах, концлагерях и всех военных преступлениях начиная со времён преследования сербов, совершённых в Независимом государстве Хорватия во время Второй мировой войны.
После 2010 года продолжилось дальнейшее улучшение отношений в рамках соглашения по урегулированию вопросов беженцев. Были совершены визиты президента Хорватии Иво Йосиповича в Белград и президента Сербии Бориса Тадича в Загреб и Вуковар. В ходе встречи в Вуковаре Борис Тадич выступил с заявлением об «извинении и сожалении», а президент Йосипович отметил, что «преступления, совершённые во время войны, не останутся безнаказанными». Заявления были сделаны во время совместной поездки в мемориальный центр Овчары на месте Вуковарского массового убийства.

## Роль международного сообщества
Война в Хорватии началась в тот момент, когда внимание мирового сообщества было сосредоточено на войне в Персидском заливе, а также на резком росте цен на нефть и замедлении темпов роста мировой экономики. Рост националистических и сепаратистских настроений в мире привёл к политике невмешательства Запада и России. Это касалось не только Балкан, но и гражданской войны в Руанде в 1994 году. В 1989 году международное сообщество в основном поддерживало правительство Югославии. В период между 19 и 23 декабря 1991 года Германия, Швеция и Италия объявили о признании независимости Хорватии и Словении. 15 января 1992 года это сделал и Европейский союз.
 Великобритания — Правительство Джона Мейджора заняло позицию нейтралитета, поддерживая территориальную целостность Югославии.
 США — Администрация Джорджа Буша-старшего проводила политику невмешательства в конфликт. Однако администрация следующего президента, Билла Клинтона, активно вмешивалась в югославский конфликт. В 1994 году между США и Хорватией был заключён договор о военном сотрудничестве. Американские военные консультировали Хорватию в вопросах проведения наступательных операций против Сербской Краины.
 Германия — Первоначально Германия не поддерживала распад Югославии. Однако после дипломатического признания Словении и Хорватии правительство Гельмута Коля, учитывая исторические связи, активно поддерживало Хорватию в ходе конфликта.
 Россия — Россия выступала против признания Хорватии, однако не вмешивалась в конфликт. Во время президентства Бориса Ельцина внешняя политика России на Балканах прошла сложный путь — от бездействия через сосредоточение к попытке обозначения национальных интересов, к активному участию в событиях на Балканах. Однако в итоге российская активность в югославском кризисе продлилась недолго и была использована США и странами Западной Европы в своих интересах.

## Документальные и художественные фильмы
- Боро Драшкович (1994) «Вуковар» — художественный фильм в жанре военная драма, посвящённый битве за Вуковар.
- Янко Баляк (2006). Vukovar — poslednji rez (Документальный) (сербохорв.). B92.
- Божидар Кнежевич (2001). Oluja nad Krajinom (Документальный) (хорв.). Factum.
- Горан Костић (1994) Република Српска Крајина (Документальный) (серб.) Jugovideo
- The Death of Yugoslavia (англ.). Документальный фильм BBC.
- «Рат за мир» (2007), черногорский документальный фильм Срджана Павловича об осаде Дубровника[394].
- Яков Седлар (2006). Hrvatska ljubavi moja (Документальный) (хорв.). Spot Studio.
- Вишнья Старешина (2010). Zaustavljeni glas (Документальный) (хорв.). Interfilm.
- Филип Шварм, Веран Матич (2006). Јединица (Документальный) (серб.). B92, Vreme.
- Даница Вученич (2003). Glave dole ruke na (Документальный) (серб.). B92, ANEM.
- Эли Шураки (2000). Спасти Харрисона. StudioCanal, France 2, Canal+.
- Винко Брешана (1996). Как началась война на моём острове (чёрная комедия).
- Кристиан Милич (2014). Номер 55 (Художественный).

### Книги
На русском языке:
- Гуськова Е.Ю. История Югославского кризиса. — 2001. — 720 с. — ISBN 5-94191-003-7.
- Пивоваренко А. А. Хорватия: история, политика, идеология. Конец XX – начало XXI века.. — М.: Институт славяноведения РАН, 2017. — 408 с. — ISBN 978-5-7576-0397-1.
- Югославия в XX веке: очерки политической истории / К. В. Никифоров (отв. ред.), А. И. Филимонова, А. Л. Шемякин и др. — М.: Индрик, 2011. — 888 с. — ISBN 9785916741216.
- Юго-Восточная Европа в эпоху кардинальных перемен / под ред. Язьковой А.А.. — Институт Европы РАН, 2007. — ISBN 978-5-7777-0353-8.

На английском языке:
- Bjelajac, Mile; Žunec, Ozren; Mieczyslaw Boduszynski, Raphael Draschtak, Igor Graovac, Sally Kent, Rüdiger Malli, Srdja Pavlović, Jason Vuić. «The War in Croatia, 1991—1995». — 2009.
- Blaskovich, Jerry. Anatomy of Deceit: An American Physician's First-Hand Encounter with the Realities of the War in Croatia. — Dunhill Publishing, 1997. — ISBN 0935016244.
- Bucknam, Mark. Responsibility of Command. — Maxwell Air Force Base: Air University Press, 2003. — ISBN 1-58566-115-5.
- Burg, Steven L.; Shoup, Paul S. The War in Bosnia-Herzegovina: Ethnic Conflict and International Intervention. — M.E. Sharpe, 2000. — ISBN 1563243091. — ISBN 9781563243097.
- Goldstein, Ivo. Croatia: A History. — C. Hurst & Co. Publishers, 1999. — ISBN 1850655251.
- Dominelli, Lena. Revitalising Communities in a Globalising World. — Ashgate Publishing, 2007. — ISBN 0754644987.
- Doder, Dusko; Branson, Louise. Milosevic: Portrait of a Tyrant. — Simon & Schuster, 1999. — ISBN 0684843080. — ISBN 9780684843087.
- Finlan, Alastair. The Collapse of Yugoslavia, 1991–1999. — Osprey Publishing, 2004. — ISBN 1841768057. Архивировано 18 декабря 2014 года.
- Frucht, Richard C. Eastern Europe: An Introduction to the People, Lands, and Culture. — 2005. — ISBN 1576078000.
- Hanson, Alan. «Croatian Independence from Yugoslavia, 1991—1992». — Rowman & Littlefield, 2000. — ISBN 0-8476-9892-0.
- Georg Mader. Croatia's embargoed air force. — London: World Air Power Journal, 2006. — ISBN 1-874023-66-2.
- Mann, Michael. The Dark Side of Democracy: Explaining Ethnic Cleansing. — Cambridge University Press, 2005. — ISBN 0521538548. — ISBN 9780521538541.
- Meštrović, Stjepan Gabriel. Genocide After Emotion: The Postemotional Balkan War. — Routledge, 1996. — ISBN 0415122945.
- Mesić, Stjepan. The Demise of Yugoslavia: A Political Memoir. — Central European University Press, 2004. — ISBN 9639241814. — ISBN 9789639241817.
- Milivojević, Marko. «Croatia — The Economy». — London: Routledge, 1998. — (Eastern Europe and the Commonwealth of Independent States). — ISBN 1857430581.
- Nation, R. Craig. War in the Balkans, 1991–2002. — Lightning Source, 2004. — ISBN 1410217736. — ISBN 9781410217738.
- Joseph Pearson. Dubrovnik's Artistic Patrimony, and its Role in War Reporting. — European History Quarterly. — 1991. — Т. 2.
- Vesna Pešić. Serbian Nationalism and the Origins of the Yugoslav Crisis. — Peaceworks, 1996.
- Ramet, Sabrina P. The Three Yugoslavias: State-Building and Legitimation, 1918–2005. — Indiana University Press, 2006. — ISBN 0253346568.
- Shawcross, William. Deliver Us From Evil: Peacekeepers, Warlords and a World of Endless Conflict. — Simon & Schuster, 2001. — ISBN 0743225775.
- Silber, Laura; Little, Allan. The Death of Yugoslavia. — Penguin Books, 1996. — ISBN 0140261680.
- Silber, Laura; Little, Allan. Yugoslavia: Death of a Nation. — Penguin Books, 1997. — ISBN 0140262636. — ISBN 9780140262636.
- Thomas, Nigel. The Yugoslav Wars: Slovenia & Croatia 1991–95. — Osprey Publishing, 2006. — ISBN 1841769630. — ISBN 9781841769639. Архивировано 18 декабря 2014 года.
- Wertheim, Eric. Naval Institute Guide to Combat Fleets of the World: Their Ships, Aircraft, and Systems. — Naval Institute Press, 2007. — ISBN 159114955X. — ISBN 9781591149552.
- Western European Union. Proceedings—Assembly of Western European Union. — University of Virginia, 1986.

На сербскохорватском языке:
- Врцељ М. Рат за Српску Краjину: 1991—1995. — Београд: Српско културно друштво «Зора», 2002. — 254 с. — ISBN 86-83809-06-4.
- Дакић М. Српска Краjина: историjски темељи и настанак. — Книн: Искра, 1994. — 95 с. — ISBN 86-82393-01-8.
- Дакић М. Крајина кроз вијекове: из историjе политичких, националних и људских права српског народа у Хрватскоj. — Београд, 2002.
- Новаковиħ К. Српска Краjина: (успони, падови уздизања). — Београд; Книн: Српско културно друштво Зора, 2009. — 602 с. — ISBN 978-86-83809-54-7.
- Радуловиħ С. Судбина Краjине. — Београд: Дан Граф, 1996. — 189 с.
- Радослав И. Чубрило, Биљана Р. Ивковић, Душан Ђаковић, Јован Адамовић, Милан Ђ. Родић и др. Српска Крајина. — Београд: Матић, 2011. — 742 с.
- Република Српска Краjина: десет година послиjе / [уредник Вељко Ђурић Мишина]. — Београд: Добра Вольа, 2005. — 342 с. — ISBN 86-83905-04-7.
- Република Српска Краjина: десет година послиjе. Књ. 2 / [уредник Вељко Ђурић Мишина]. — Београд: Добра Вольа, 2005. — 250 с. — ISBN 86-83905-05-5.
- Tarbuk Slobodan. Rat na Baniji 1991-1995. — Srpsko Kulturno Društvo «Zora», 2009. — 441 p. (недоступная ссылка)
- Штрбац, Саво. Рат и ријеч. — Бања Лука: Графид, 2011. — 190 с. — ISBN 9789993853749.
- Kadijević, Veljko. Moje viđenje raspada: vojska bez države. — Белград: Politika, 1993. — ISBN 8676070474.
- Kovačević, Drago; Linta, Miodrag. Kavez: Krajina u dogovorenom ratu. — Белград: Srpski demokratski forum, 2003. — ISBN 8683759040.
- Sekulić, Milisav. Knin je pao u Beogradu. — Nidda Verlag, 2000.
- Barić, Nikica. Srpska pobuna u Hrvatskoj 1990.—1995. — Загреб: Golden marketing. Tehnička knjiga, 2005.
- Marjan D. Oluja. — Zagreb: Hrvatski memorijalno-dokumentacijski centar Domovinskog rata, 2007. — 445 с.
- Radelić Z., Marijan D., Barić N., Bing A., Živić D. Stvaranje hrvatske države i Domovinski rat. — Zagreb: Školska knjiga i Institut za povijest, 2006. — ISBN 953-0-60833-0.

### Статьи
- Гулић М. Последњи дани Крајине — Република Српска Крајина између "Бљеска" и "Олује" (серб.) // Војно дело. — 2017. — Бр. 2. — С. 436—466.
- Пивоваренко А. А. Республика Хорватия и миротворцы ООН в 1992—1993 гг. // Славянский альманах. — 2012. — Т. 2011. — С. 233—247.
- Соколов В. А. Военная реформа в Сербской Краине осенью 1992 года // Обозреватель. — 2019. — № 359. — С. 50—59.
- Соколов В. А. Территориальная оборона Сербской Краины // Военно-исторический журнал. — 2018. — № 12. — С. 76—82.